# Egapark

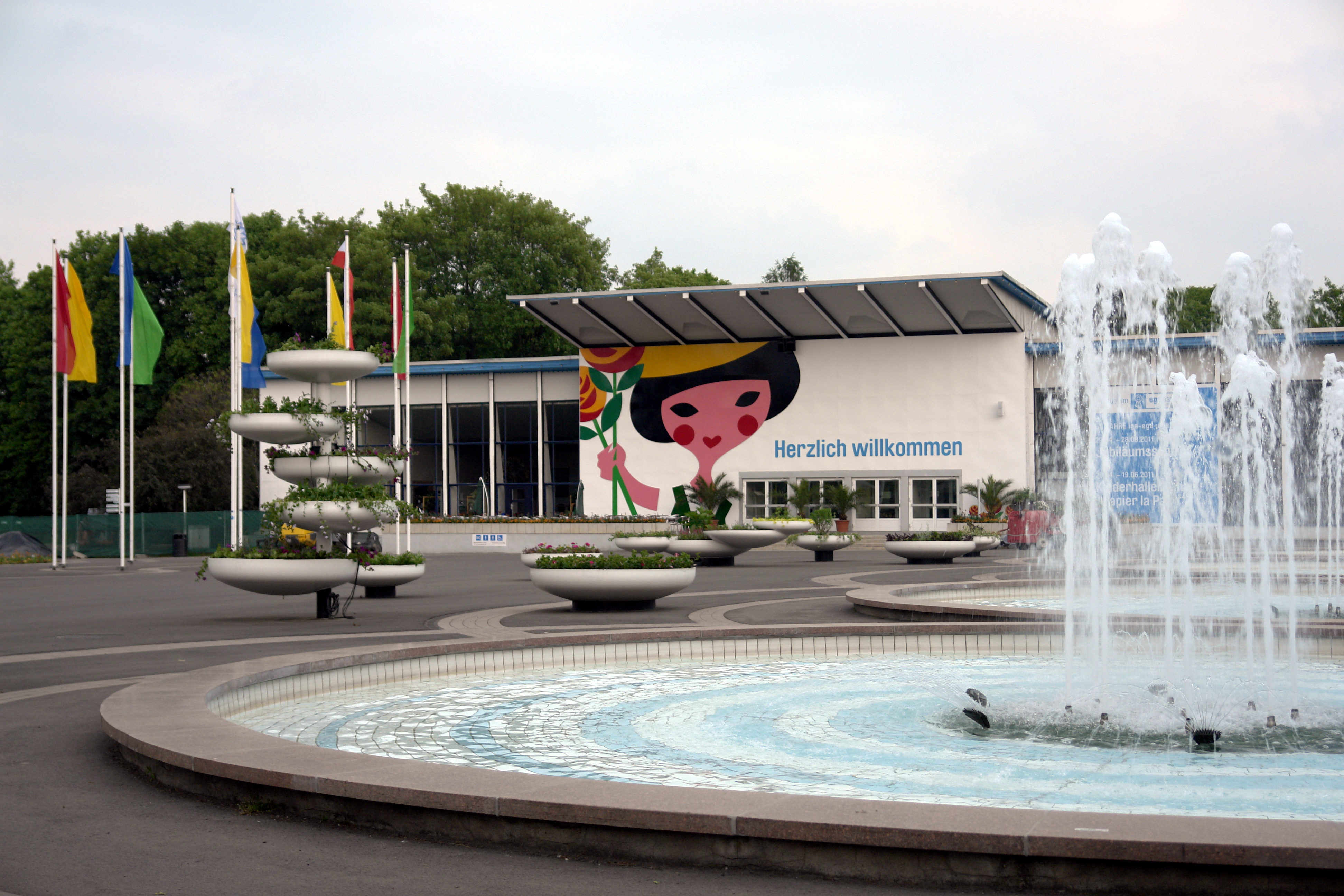
Festplatz mit Springbrunnen und Hauptausstellungshalle

Der egapark (ega: Erfurter Gartenbauausstellung) in Erfurt gehört mit einer Fläche von 36 Hektar zu den großen Garten- und Freizeitparks Deutschlands. Das Parkgelände liegt im Südwesten der Stadt auf dem 265 Meter hohen Cyriaksberg. Aus einer ehemaligen Stadtfestungsanlage hervorgegangen, wurde das Gebiet ab 1885 zur öffentlichen Grünanlage umgestaltet und in der Folgezeit weiter ausgebaut. Nach einer ersten Gartenschau im Jahr 1950 fand ab 1961 mit der regelmäßig veranstalteten Internationalen Gartenbauausstellung (iga) die größte und bedeutendste Veranstaltung dieser Art in der DDR und im sozialistischen Lager statt.
Die ganzjährig geöffnete, eintrittspflichtige Anlage vereint verschiedene Ausstellungshallen, Pflanzenschauhäuser, themenbezogene Gärten und Ruhezonen.
Zu den Hauptattraktionen im egapark zählen, neben dem mit 6000 Quadratmetern größten zusammenhängenden Blumenbeet Europas, ein Aussichtsturm, eine Sternwarte sowie der größte Kinderspielplatz Thüringens und das einzige Gartenbaumuseum des Landes.
Der wegen seiner einzigartigen gartenbaulichen Gestaltungskonzeption seit 1992 denkmalgeschützte Park zählt zu den Hauptwerken des Landschaftsarchitekten Reinhold Lingner und gehört zu den bedeutendsten Zeugnissen der Gartenarchitektur der 1960er Jahre in Deutschland.
Das die lange Gartenbau-Tradition der „Blumenstadt“ Erfurt repräsentierende Gartenschaugelände wurde seit 1961 von über 45 Millionen Gästen besucht.
Mit durchschnittlich 450.000 Besuchern pro Jahr ist der egapark – neben der Wartburg – die meistbesuchte touristische Attraktion in Thüringen.

## Geschichte

### Entstehung
Mit Gründung des Deutschen Reichs 1871 und der darauf im Jahr 1873 folgenden Aufhebung der Festungseigenschaft der Stadt verlor auch die Zitadelle Cyriaksburg an Bedeutung. Die militärische Nutzung wurde stark eingeschränkt und Teile der Stadtfestung wurden schrittweise geschleift. Verbliebene Bauten wurde allerdings auch weiterhin als Unterkünfte für Truppen und Material genutzt.

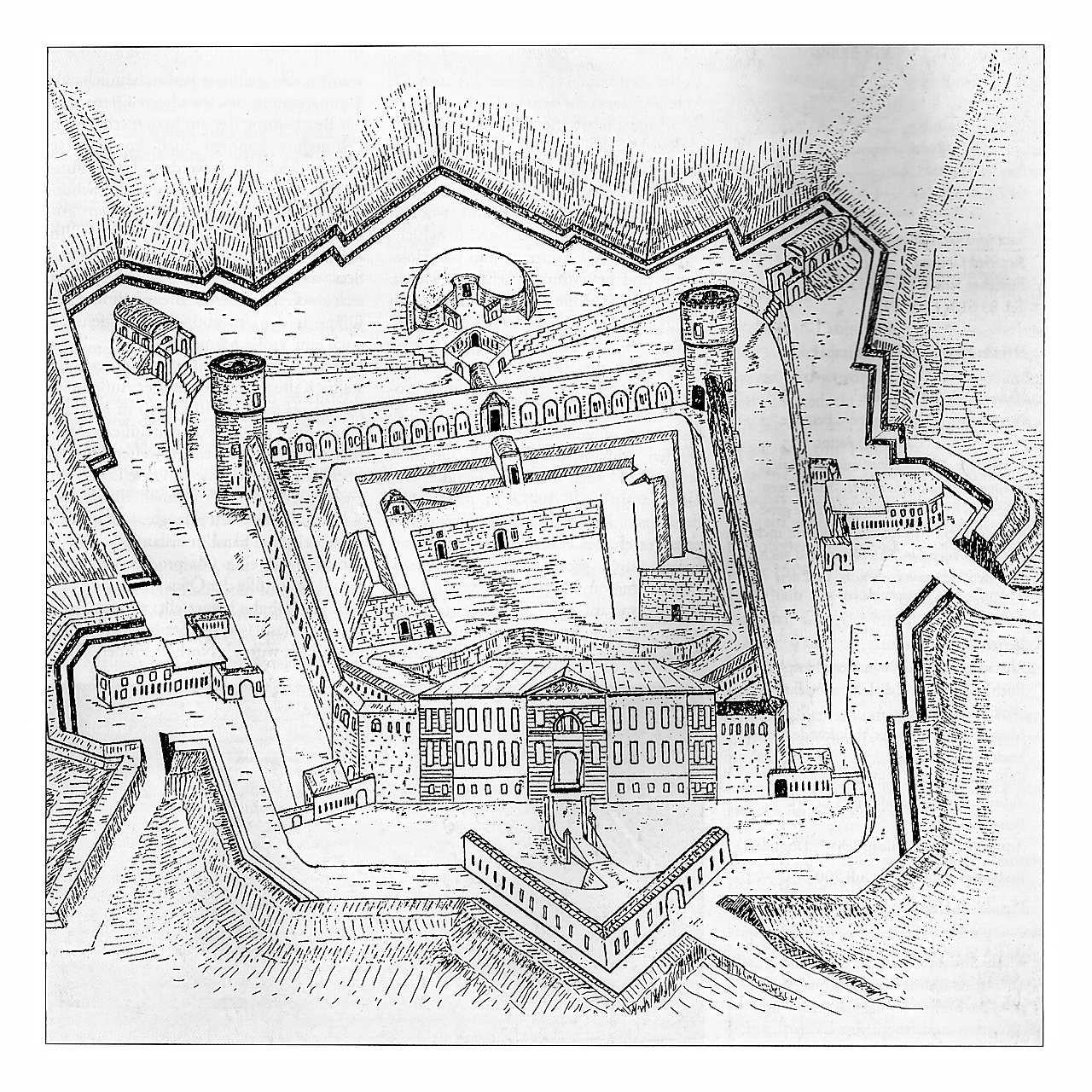
Lageplan der Zitadelle Cyriaksburg um 1870

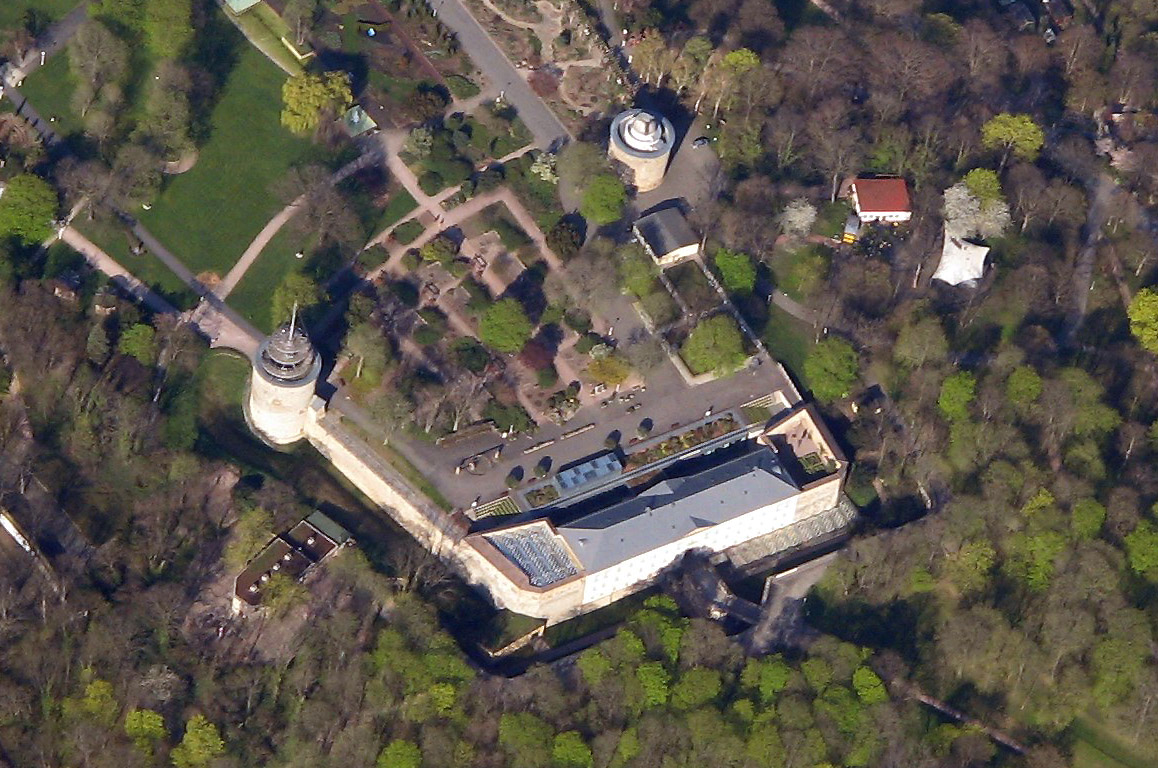
Heutiger Zustand (Luftbild 2007)

Der 1841 gegründete Erfurter Verschönerungsverein erreichte trotzdem die Freigabe von unmittelbar an die Festung grenzenden Bereichen des Geländes.
Unter seiner Regie wurden im Sommer 1885 erste Pflanzungen, Wege und Aussichtspunkte angelegt, Bänke aufgestellt und die entstandene Anlage öffentlich zugänglich gemacht. Vorwiegend aus Spendengeldern finanziert, sorgte der Verein auch in den weiteren Jahren für die Erhaltung und Erweiterung.
Mit Beendigung des Ersten Weltkrieges 1918 endete vorerst auch die militärische Nutzung der Festung. Daraufhin erwarb die Stadt Erfurt am 24. April 1924 für 200.000 Goldmark vom preußischen Staat den gesamten Cyriaksberg. Mit dem Kauf ging unter anderem die Verpflichtung einher, die ehemalige Befestigungsanlage denkmalpflegerisch zu erhalten und ausschließlich für öffentliche Zwecke zu verwenden. Mit dem Ziel, eine Erholungsstätte für die wachsende Stadtbevölkerung der Großstadt zu schaffen, begannen 1925 die Arbeiten. Diese gestalteten sich, schon der ungeeigneten Bodenqualität wegen, schwierig, verzögerten und verteuerten sich infolgedessen. Nebenher wurden auch weitere Festungsbauten wie das Turmreduit, beide Eckbatterien sowie die nördliche Seitenkaponniere geschleift. Die Ausführung erfolgte teilweise im Rahmen des Notstandsprogramms 1926/27 durch Arbeitslose.
Nach Abschluss der gärtnerischen Umgestaltung wurde im Mai 1928 die städtische Grünanlage der Öffentlichkeit übergeben. In dem 13,2 Hektar umfassenden Park waren erste Rosen- und Staudengärten zu finden, und zeitweilig wurde in verbliebenen Nebenbauten der Festung eine Jugendherberge betrieben. Den südlichen ehemaligen Geschützturm baute man 1935 zu einem Aussichtsturm für Besucher um, und die – noch heute am Standort erhaltene – Waidmühle wurde rekonstruiert und zu Anschauungszwecken aufgestellt.
Weiterführende Planungen, wie die angedachte Ausrichtung der Reichsgartenschau 1942 zum 1200-jährigen Stadtjubiläum, wurden durch den Beginn des Zweiten Weltkrieges vereitelt.
Das Gelände wurde erneut zu militärischen Zwecken genutzt. Ab 1943 stationierte die Wehrmacht hier Soldaten, stellte auf den Türmen Flugabwehrkanonen auf und öffnete die Gewölbe der Festung als Schutzräume für die Zivilbevölkerung. Der Zustand des Geländes nach Kriegsende war entsprechend desolat, angesichts anderer Kriegszerstörungen aber nachrangig.

### 1950 bis 1960 Kulturpark Cyriaksburg
Bereits vier Monate nach Kriegsende fand vom 29. September bis 14. Oktober 1945, vornehmlich in der Thüringenhalle, die erste regionale Gartenschau der Nachkriegszeit in Erfurt statt. Unter der Losung Kampf dem Hunger stehend, war sie Bestandteil der gleichzeitigen Hauptausstellung Erfurt – Wirtschaft im Aufbau. Wie auch in der im Jahr darauf stattgefundenen Veranstaltung Mehr Nahrung schaffen, standen Anbaumethoden zur Selbstversorgung und die Verbesserung der allgemeinen Versorgungslage im Mittelpunkt. Für beide Veranstaltungen wurde die Leitung und Organisation dem Landschaftsarchitekten Gustav Allinger übertragen. Allerdings erwies sich die Örtlichkeit nur begrenzt entwicklungsfähig, so dass ein Standortwechsel erwogen wurde.
Im Zuge des fortschreitenden Wiederaufbaus beschloss am 29. Januar 1948 die Stadtverwaltung unter Oberbürgermeister Georg Boock die Herrichtung des Areals um die Cyriaksburg mit dem Ziel, ein ständiges Ausstellungsgelände zu schaffen. Ohne staatliche Anerkennung und Förderung begannen erste Baumaßnahmen im Frühjahr 1949. Für die Konzeption zeichnete der Potsdamer Landschaftsarchitekt Walter Funcke (1907–1987) verantwortlich, die sich teils an den Gestaltungsprinzipien der Reichsgartenschau 1939 orientierte. Hierbei behielt er die Grundstruktur des vor dem Krieg bestehenden Parks bei und ergänzte eine funktionale Wegeführung und teils temporäre Ausstellungsarchitekturen. So entstanden vier Ausstellungshallen, fünf Muster-Kleingärten, diverse Sichtungsgärten und ein Mitschurin-Garten.
Neben weiteren Gestaltungselementen wie Pavillons und vier Springbrunnen, der Frühform der heutigen Wasserachse, wurden auch die beiden Festungstürme jeweils als Volkssternwarte und Aussichtspunkt integriert.
Am 6. Juli 1950 wurde schließlich die erste Gartenschau unter Beteiligung von über hundert Ausstellern auf dem 35 Hektar großen Gelände der Cyriaksburg unter dem Motto Erfurt blüht eröffnet. Für die Dauer der Schau verkehrte auf einem 1600 Meter langen Rundkurs der Erfurter Blumenexpreß, eine Besuchereisenbahn,
als Leihgabe der Dresdner Parkeisenbahn. Parallel dazu fand vom 13. bis 24. September 1950 in Markkleeberg die 1. Gartenbauausstellung der DDR statt. Dennoch wurde die regionale Erfurter Veranstaltung ein Erfolg, 551.000 Besucher konnte sie innerhalb von zehn Wochen bis zum 17. September 1950 verzeichnen.

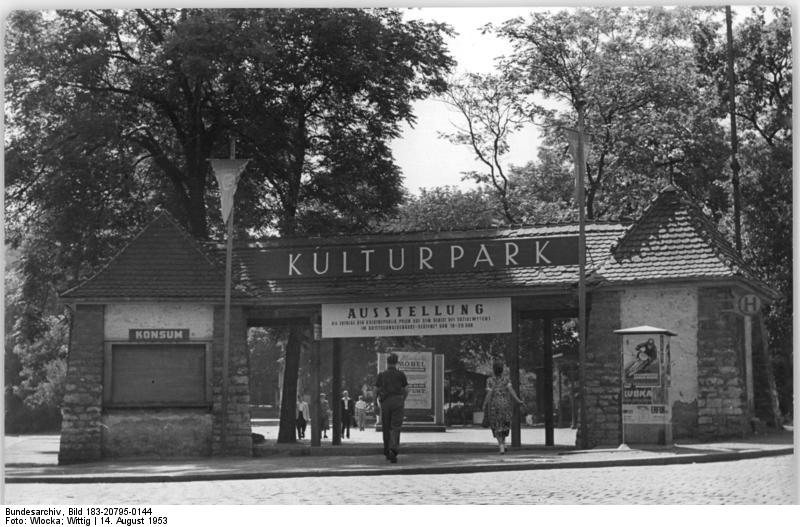
Eingang zum Kulturpark Cyriaksburg 1953

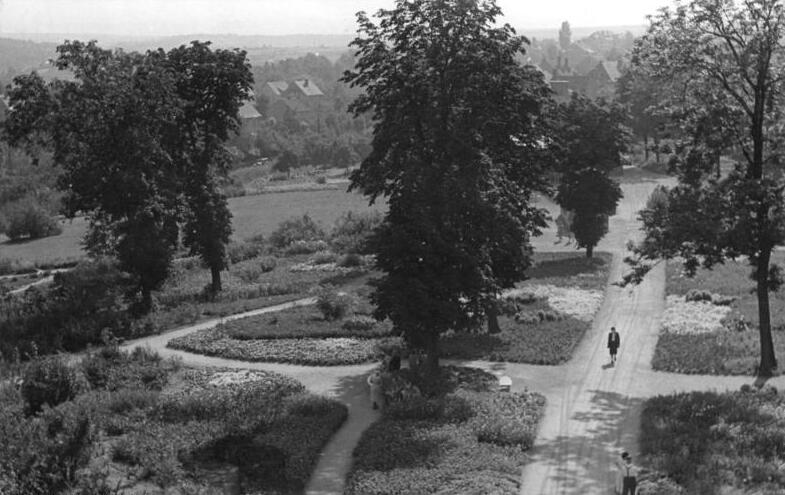
Blick vom Aussichtsturm 1953

So blieben die Anlagen erhalten und wurden mit wechselnder Gestaltung in der Folgezeit als Dauer-, Lehr- und Blumenschau geführt. Wiederum einem Beschluss der Stadtverwaltung folgend, begannen im Jahr darauf die Arbeiten zur Schaffung eines Kulturparks. In teilweise freiwilliger und unentgeltlicher Arbeit im Rahmen des Nationalen Aufbauwerkes entstand ein nunmehr 40 Hektar großes Erholungszentrum mit Gaststätten, Tiergehegen, Kinderspielplatz und einer Freilichtbühne, welches am 1. Mai 1953 als Kulturpark Cyriaksburg eröffnet wurde. Die daraufhin vom 15. Juli bis zum 21. September des Jahres ausgerichteten Erfurter Blumentage wurden von 455.000 Menschen besucht.
Mit der ersten Samenexportschau und Gartenbauausstellung der DDR fand vom 20. August bis 18. September 1955 eine – erstmals staatlich unterstützte – Präsentation statt, welche die auf Christian Reichart zurückgehende Samenbau- und Samenexport-Tradition der Stadt in den Blickpunkt rückte.
Nach zwei Weltkriegen galt es neue internationale Handelsbeziehungen zu knüpfen. Hierzu wurde unter anderem ein fünfsprachiger Exportkatalog aufgelegt, welcher rund 1900 Sorten an Saatgut offerierte. Auf dem mittlerweile 45 Hektar messenden Ausstellungsgelände wurden in nur einem Monat wiederum 510.000 teils internationale Gäste empfangen.
Das für die Veranstaltungsleitung verantwortliche Ministerium für Land- und Forstwirtschaft der DDR entschied daraufhin, die Messe im zweijährlichen Turnus in Erfurt durchzuführen. Mit dem Ziel, ein sozialistisches Gegenstück zum bisherigen IGA-Austragungsort Planten un Blomen in Hamburg und der Bundesgartenschau zu schaffen, tagte am 30. Juli 1957 die Arbeitsgruppe für Landwirtschaftsausstellungen des RGW. Im Anschluss übertrug die Staatengemeinschaft der DDR die Aufgabe, eine Gartenbauausstellung der sozialistischen Länder auszurichten.
Aufgrund der langen Gartenbautradition der Stadt und der bisherigen Aktivitäten beschloss das Zentralkomitee der SED am 26. August 1958 die Gründung der Internationalen Gartenbauausstellung der DDR in Erfurt, rückwirkend zum 1. Juni 1958. Nicht zuletzt dürften auch die verkehrsgeographisch günstige Lage, die bereits vorhandene Infrastruktur und die besonderen topografischen Geländeeigenschaften den Ausschlag gegeben haben. Somit wurde die Gartenbauausstellung endgültig nach Erfurt verlegt. Der bisherige Veranstaltungsort Markkleeberg weitete fortan seine Landwirtschaftsausstellung aus und führte sie 1958 erstmals mit internationaler Beteiligung – später als agra-Markkleeberg – durch.

### 1961 bis 1990 iga
Aus der primären Aufgabenstellung, die Internationale Gartenbauausstellung der sozialistischen Länder 1961 vorzubereiten und durchzuführen, ergaben sich hohe Anforderungen an die Stadt und den Veranstaltungsort. Mit der Gesamtplanung und Ausführungsleitung wurde Reinhold Lingner, einer der führenden Garten- und Landschaftsarchitekten des Landes, beauftragt. Bisher leitend an der Bauakademie der DDR in Berlin tätig, verlegte Lingner seinen Wohnort und war ab 1958 in Erfurt tätig. Auch Landschaftsgestalter Walter Funcke, dessen Planungen von 1950 überarbeitet miteinbezogen wurden, war wieder mit einigen Entwürfen zugegen.
Für die unmittelbare Vorbereitung und den Aufbau der iga war der 1958 vom Ministerium für Land- und Forstwirtschaft erarbeitete Rahmenplan und der gestalterische Entwurf von Reinhold Lingner ausschlaggebend. Ab der zweiten Jahreshälfte 1958 begann der planmäßige Ausbau des auf 57 Hektar zu erweiternden Geländes. Hierfür wurden insgesamt 36 Baubetriebe, 6 Garten- und Landschaftsbetriebe und 79 Handwerksbetriebe eingesetzt. Um eine termingerechte Fertigstellung sicherzustellen, wurde die Stadtbevölkerung im März 1959 wiederum zur Unterstützung in Form von freiwilliger Arbeit aufgerufen.
In den folgenden zwei Jahren wurden, vornehmlich auf der bislang als Ackerland genutzten Erweiterungsfläche, unter anderem über 100.000 Kubikmeter Erde bewegt, 18,3 Kilometer Straßen- und Wegeverbindungen angelegt und 42 Kilometer Stromleitungen verlegt. Zudem entstanden 13 Ausstellungshallen mit 9300 Quadratmetern Grundfläche, 1200 Quadratmetern Gewächshausfläche, 9 kleinere Pavillons, verschiedene Wasserflächen und Springbrunnen und weitere Kleinarchitekturen. Auch die Grünraumgestaltung war aufwendig, so wurden beispielsweise die bislang baumlosen Erweiterungsflächen des Geländes mit teils jahrzehntealten Großbäumen bepflanzt, daneben rund 10 Hektar Rasenflächen und Blumenbeete mit vielgestaltiger Bepflanzung angelegt.
Am Eröffnungstag war die Vorbereitung und der Aufbau termingemäß abgeschlossen, die Ausstellung in allen Teilen fertiggestellt.
So wurde die Erste internationale Gartenbauausstellung der sozialistischen Länder (iga) am 28. April 1961 feierlich von Landwirtschaftsminister Hans Reichelt eröffnet. Neben der gastgebenden DDR demonstrierten Aussteller aus der Sowjetunion, Rumänien, Bulgarien, Ungarn und der Tschechoslowakei den damaligen Entwicklungsstand der Gemüse, Obst- und Zierpflanzenwirtschaft. Gleichzeitig öffneten neu geschaffene Einrichtungen, wie das Gartenbaumuseum und eine Zweigstelle der Stadt- und Bezirksbibliothek Erfurt mit Lesegarten. Auch ein Postamt und ein Polizeirevier nahmen ihren Dienst auf.
Als nach knapp halbjähriger Veranstaltungsdauer am 15. Oktober 1961 die Ausstellung beendet wurde, betrug die Besucherzahl rund 3,5 Millionen.
In den folgenden Jahren bestimmten Lehr- und Leistungsschauen mit vorwiegend nationalem Charakter das Veranstaltungsprogramm. Die bedeutend verkürzten Hauptausstellungen (meist „Gartenbauausstellung der DDR“ genannt) wurden dabei in den September verlagert, um eine günstige Terminierung mit der Leipziger Herbstmesse zu erreichen. Für die im Jahr 1966 geplante zweite internationale Gartenbauausstellung wurden erstmals Teilnehmer aus dem nichtsozialistischen Wirtschaftsgebiet zugelassen. Diese Entwicklung sollte sich bis 1972 fortsetzen.

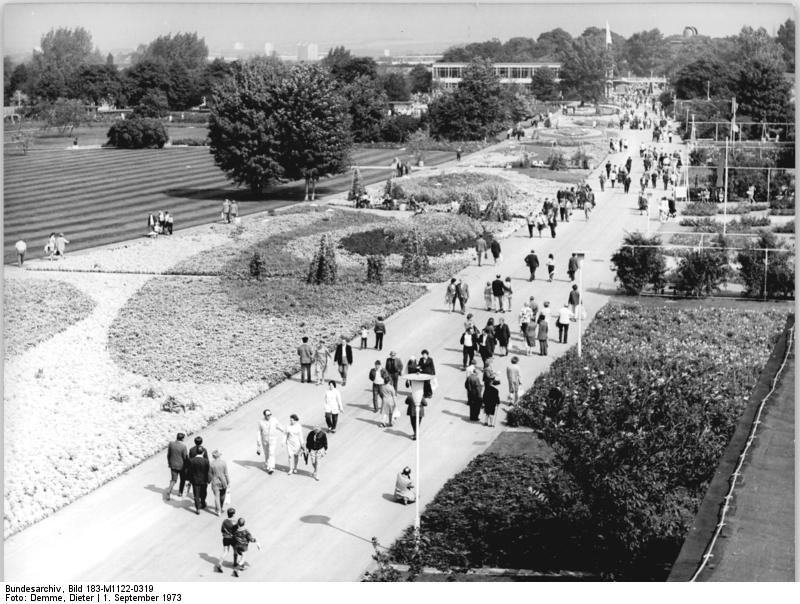
Blick auf die Anlagen der Gartenbauausstellung 1973

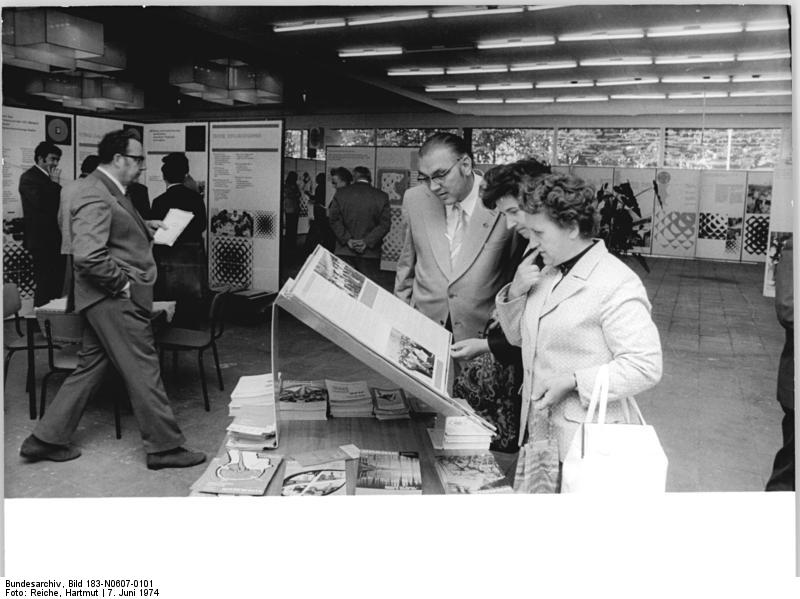
1974 ist die iga Hauptveranstaltungsort der 15. Arbeiterfestspiele

So waren unter den mehr als 1100 Ausstellern, der vom 16. April bis 9. Oktober 1966 veranstalteten iga 66, erstmals auch welche aus der BRD, den Niederlanden und Dänemark. Laut offiziellen Angaben wurde die Veranstaltung von 2,3 Millionen Menschen aus insgesamt 76 Staaten besucht. An den veranstalteten Gartenbauausstellungen, Verkaufsschauen und Exportmessen der Jahre 1967 bis 1972 nahmen zusätzlich noch Aussteller aus Belgien, Österreich und der Schweiz teil.
Bis 1971 wurde das Ausstellungsgelände auf 104 Hektar erweitert und um Freilandgemüseflächen, Gewächshäuser und ein Baumschul-Schaugelände ergänzt. Neben der Ausrichtung nationaler und internationaler Gartenbauausstellungen, Blumenschauen sowie Gemüse- und Obstsortenvergleiche, wurden auch jährlich stattfindende Pressefeste, welche die Bezirkszeitung Das Volk initiierte, und das Lichterfest zum Saisonende mit jeweilig zehntausenden Besuchern veranstaltet.
In Vorbereitung der 15. Arbeiterfestspiele, die vom 7. bis 9. Juni 1974 in der Hauptsache auf der iga stattfanden, wurde ein modernes, mehr als 3 Hektar messendes Freizeitzentrum übergeben. Im selben Jahr wurde die erste Quadriennale des Kunsthandwerks sozialistischer Länder, die zwischen 1974 und 1986 veranstaltet wurden, eröffnet. Im Jahr 1976 konnte der 20-millionste Gast begrüßt werden. Da unter den Besuchern verständlicherweise schon immer viele Kleingärtner vertreten waren, präsentierte sich auch der VKSK ab 1980 mit einer eigenen Ausstellungshalle.
Anfang der 1980er Jahre konnte ein 4 Hektar großer Rosengarten im Westteil des Geländes fertiggestellt werden, und mit der Anlage eines ersten Pflanzenschauhauses, im Jahr 1983, folgte der Beginn einer Entwicklung, die sich bis heute fortsetzt. Auch vereinzelte Sanierungs- und Instandsetzungsarbeiten an der zwischenzeitlich mehrere Jahrzehnte alten Infrastruktur wurden geleistet. Allerdings hatten aber ökonomische Engpässe, verstärkt ab Mitte der 1980er Jahre, zunehmend zur Folge, dass notwendige Modernisierungs- und Werterhaltungsmaßnahmen ausblieben.
Zwischen 1961 und 1989 besuchten rund 37 Millionen Gäste die etwa 700 Gartenbau- und Spezialausstellungen sowie Sonderschauen.

### 1991 bis 2005 ega
Nach der deutschen Wiedervereinigung verlor die iga nicht nur ihren Träger, das DDR-Ministerium für Land- und Forstwirtschaft, sondern auch einen Großteil der bisherigen Besucher. Das Land Thüringen gründete am 27. November 1991 die Erfurter Garten- und Ausstellungs GmbH (ega), übernahm als alleiniger Gesellschafter die Verantwortung und finanzierte den laufenden Betrieb. Den veränderten wirtschaftlichen Rahmenbedingungen angepasste Verbraucherausstellungen und Messen, so der Vorläufer der heute größten Verbrauchermesse des Bundeslandes die Thüringen-Ausstellung, wurden ausgerichtet. Eine Musteranlage für Fertighäuser und Gartenlauben entstand.
Auch die Tradition der ab 1974 turnusmäßig stattfindenden Kunstausstellung wurde aufgegriffen. So präsentierte sich im Sommer 1991 in 7 Ausstellungshallen und unter internationaler Beteiligung die Configura 1, der 1995 eine zweite Auflage folgte. Die Stadt Mainz stiftete als Zeichen guter Zusammenarbeit, der 1988 gegründeten Städtepartnerschaft, der ega den Mainzgarten zum 1250-jährigen Stadtjubiläum. Zum Ende des Jahres 1992 wurde das Areal, als deutschlandweit einmaliges Zeitdokument der gartenbaulichen Ausstellungsgestaltung, vom Landesamt für Denkmalpflege unter Denkmalschutz gestellt.
In der Folgezeit verlief die Suche nach zukunftsorientierten Konzepten, auch mangels Mittel für Investitionen und Instandhaltungsmaßnahmen, weitgehend erfolglos. So wurde vom Thüringer Finanzministerium 1994 ein Nutzungskonzept verabschiedet, welches die Dreiteilung des bisher 104 Hektar großen Geländes vorsah. Bei der Aufgliederung verblieb im Ostteil ein 36 Hektar großes Teilstück, mit dem ursprünglichen Parkbereich um die Cyriaksburg und dem Kern der iga 61. Dieser Bereich ging am 1. Juli 1995 in städtisches Eigentum über. Der restliche Bereich wurde in den Folgejahren mit dem Landesfunkhaus des Mitteldeutschen Rundfunks und des Kinderkanals von ARD und ZDF bebaut. Im westlichen Teilstück siedelte sich die Messe Erfurt an.
Hierbei ging, neben der Grundfläche und ihren bisherigen Anlagen, ein Großteil der Ausstellungshallen (10) – und somit ein Teil des historischen Gebäudeensembles – verloren. Aber auch verbliebene Einrichtungen wurden unter ökonomischen Gesichtspunkten beleuchtet. So erfolgte 1996 der Abriss der sanierungsbedürftigen, zuletzt als Disko genutzten, Zentralgaststätte samt Rendezvousbrücke im Zentrum der Anlage. Weitere Einrichtungen wie beispielsweise die Parkbibliothek mit ihrem Lesegarten konnten nicht wirtschaftlich betrieben werden und wurden deshalb aufgegeben.
Etwa gleichzeitig wurden aber auch vermehrt Investitionen für die Rekonstruktion und Neugestaltung des Parks durch die Stadt mit Unterstützung des Landes Thüringen getätigt. Somit entstanden sukzessive neue Anziehungspunkte die, gekoppelt mit einer attraktiven Veranstaltungsplanung, in den folgenden Jahren die Besucherzahlen wieder ansteigen ließen.

### 2006 egapark bis heute
Nachdem bereits mit Beginn des Jahres 2003 die Stadtwerke Erfurt Gruppe 94 Prozent der Geschäftsanteile der ega übernommen hatte, erfolgte 2006 eine weitere Umbenennung. Nunmehr egapark bezeichnet, wurde die Tradition der Veranstaltung regelmäßiger Ausstellungen sowie Sonderschauen fortgesetzt und die Weiterentwicklung und Überarbeitung des Parks forciert. So wurde 2007 das Tropenhaus neugestaltet und ein Jahr später der Skulpturengarten, welcher einen Großteil der vorhandenen Plastiken bündelt, angelegt. Seit sich 2007 das KinderMedienZentrum am Parkgelände ansiedelte, wird es für Außendrehs der Kinder- und Jugendfernsehserie Schloss Einstein genutzt.
In Vorbereitung auf das 50. Gründungsjubiläum der iga erfolgte 2008 die Rekonstruktion des Festplatzes. Weiterhin wurden die Pergolen in den Hallenhöfen, das historische Wegeleitsystem, die originalen Parkbänke und nicht zuletzt der Rundpavillon am Spielplatz denkmalgerecht saniert. Im Jubiläumsjahr 2011 rückten verschiedene Veranstaltungen und eine Jubiläumsschau die Entstehungszeit in den Mittelpunkt. Auch mehrere marktorientierte und denkmalkonforme Zukunftskonzepte wurden erarbeitet – auch hinsichtlich der BUGA-Bewerbung.

### 2021 Standort der Bundesgartenschau
Schon 1993 und 1998 gab es seitens der Stadt Überlegungen, sich um die Ausrichtung der Bundesgartenschau zu bewerben. Allerdings war es seinerzeit nicht regelkonform, eine derartige Schau auf einem bereits vorhandenen Ausstellungsgelände durchzuführen. Aufgrund einer Änderung im Regelwerk des Dachverbandes ist das mittlerweile möglich und so fiel im Jahr 2011 die Entscheidung, eine entsprechende Bewerbung auf den Weg zu bringen.
Als Hauptausstellungsgelände der BUGA 2021 war der egapark – dann im 60. Jahr seines Bestehens – als Gartenschaustandort und Veranstaltungsfläche vorgesehen.
Der in Materialien und Farbgebungen auf das Gestaltungskonzept der iga 1961 abgestimmte und zudem unmittelbar angrenzende Botanisch-Dendrologischer Garten soll einschließlich Dreienbrunnenpark die Fläche erweitern.
Das größte Bauprojekt für die Bundesgartenschau im egapark stellte das Zwei-Zonen-Klimahaus Danakil dar. Die Baukosten hierfür waren mit 20 Millionen Euro vorgesehen. Die Besucher folgen dem Weg des Wassers durch Wüsten und Regenwald.
Neben der Einbeziehung des Petersberges in enger Verbindung zur historischen Altstadt war auch eine temporäre Seilbahn mit der Fahrtroute Domplatz – Festung Petersberg – egapark angedacht, was aber verworfen wurde. Ein weiterer definierter Außenstandort war der im Norden der Stadt gelegene, neun Hektar umfassende Nordpark. Hierbei ist mittels des angrenzenden Grünzuges Gera-Aue eine Verbindung mit dem Gisperslebener Kilianipark vorgesehen.
Im Dezember 2011 wurde die Vergabe der BuGa 2021 an Erfurt bestätigt.

## Lage, Konzeption und Gliederung
Das Gartenschaugelände liegt im südwestlichen Stadtrandbereich direkt an der Bundesstraße 7, auf dem 265 Meter hohen Cyriaksberg und somit 45 Meter über der Altstadt. Nach dem Teilabriss, der sich seit dem Mittelalter dort befindenden Stadtfestung, wurde das Areal ab 1885 gärtnerisch erschlossen. Hierbei erfolgte in den Jahrzehnten danach eine kontinuierliche Erweiterung des in westlicher Richtung ansteigenden Bergrückens. Die ab 1925 auf 13,2 Hektar vollzogene freiräumliche Ausgestaltung wurde nach dem Zweiten Weltkrieg fortgesetzt und fand 1971 mit einer auf 104 Hektar angewachsenen Geländefläche ihren Endpunkt.
Nach der 1995 realisierten Dreiteilung des Geländes, verblieb im östlichen Bereich ein 36 Hektar großes Teilstück. Dieses gliedert sich wiederum in das aus der historischen Festungsanlage hervorgegangene, ab 1950 als Standort regionaler Gartenschauen genutzte ehemalige Kulturpark-Areal und die Erweiterungsfläche als Ausstellungs- und Kernbereich der ab 1961 veranstalteten internationalen Gartenbauausstellungen.

### Ausstellungsgelände iga 1961
Östlich des Haupteingangs liegt der Hauptausstellungsbereich der internationalen Gartenbauausstellung, der in seinen wesentlichen Gestaltungselementen noch in der hauptsächlich von Landschaftsarchitekt Reinhold Lingner 1958/59 entworfenen Fassung erhalten ist. Die damalige Konzeption orientierte sich teilweise am internationalen Stil und ist von einer klaren einfachen Formensprache geprägt.

#### Der Aufbauhelfer
Direkt am Haupteingang befindet sich mit dem Aufbauhelfer eine 2,55 Meter große Plastik von Fritz Cremer, einem der führenden Bildhauer der DDR.
Die im Stil des Sozialistischen Realismus gestaltete Statue zeigt einen Arbeiter mit Spitzhacke. Er symbolisiert die vielen namenlosen Enttrümmerungs- und Aufbauhelfer und deren Wiederaufbauarbeit in den Nachkriegsjahren.
Nachdem bereits 1953 die Flächen mit Hilfe des Nationalen Aufbauwerks (NAW) in einen Kulturpark verwandelt worden waren, ersuchte man 1959 erneut die Erfurter Bevölkerung, sich in gemeinnütziger und unentgeltlicher Arbeit an dem planmäßigen Ausbau des Geländes als ständige Gartenbauausstellung zu beteiligen. Um die termingerechte Fertigstellung zu gewährleisten, wurden bis zur Eröffnung im April 1961 364.000 Arbeitsstunden geleistet. Bis zum Ende der Ausstellungssaison sollte die Stundenzahl auf 416.530 anwachsen. Zur Würdigung dieser Leistungen und zur Erinnerung daran erwarb die Stadt 1961 die Bronze für den Eingangsbereich zur iga. Der Erstguss des Denkmals steht seit 1958 vor dem Roten Rathaus in Berlin.

#### Ausstellungshallen
Mit dem 1958 begonnenen Ausbau des Gartenschaugeländes entstanden 13 Ausstellungshallen in Holz- und Stahlbauweise mit insgesamt 9.300 Quadratmetern Grundfläche. Die architektonisch einheitlich, in zeittypisch schlichter Form gestalteten Zweckbauten waren raumbildend um eine große Freifläche gestaffelt. Der anpassungsfähige Innenraum der Hallen war stützenfrei und ohne festen Boden, zudem sorgte die großzügige Verglasung für einen hohen Tageslichtdurchlass. So wurde den beteiligten Ausstellern die Option eingeräumt, eine ihren nationalen Eigenheiten und Vorstellungen entsprechende Innenraumgestaltung vorzunehmen.
Nach 1990 verloren die Bauten ihre ursprüngliche Bestimmung, und somit wurde der größte Teil (9 Stück) im Zuge der Neuaufteilung des Geländes ab Mitte der 1990er Jahre zurückgebaut.
Heute befindet sich gegenüber dem Haupteingang, als südlicher Abschluss des Festplatzes, die in ihrer Architektur dominierende Haupthalle. Ehemals Halle der Völkerfreundschaft bezeichnet, übernahmen alle teilnehmenden Nationen einer Ausstellung gemeinschaftlich die Ausgestaltung des Innenraums. Die weiteren drei Hallen mit je 900 Quadratmetern Grundfläche dienten den Zuchtbetrieben der DDR zur Präsentation ihrer Erzeugnisse der Obst-, Gemüse- und Zierpflanzenproduktion, aber auch für Sonderausstellungen. Als die ersten Ausstellungsbauten ab 1958 entstanden, wurden sie architektonisch einheitlich mit einseitiger Glasfassade noch in Holzkonstruktion ausgeführt. Den die Hauptwegeachse begleitenden Bauten sind begrünte Hallenhöfe und Pergolen angegliedert.

#### Zentrales Blumenbeet

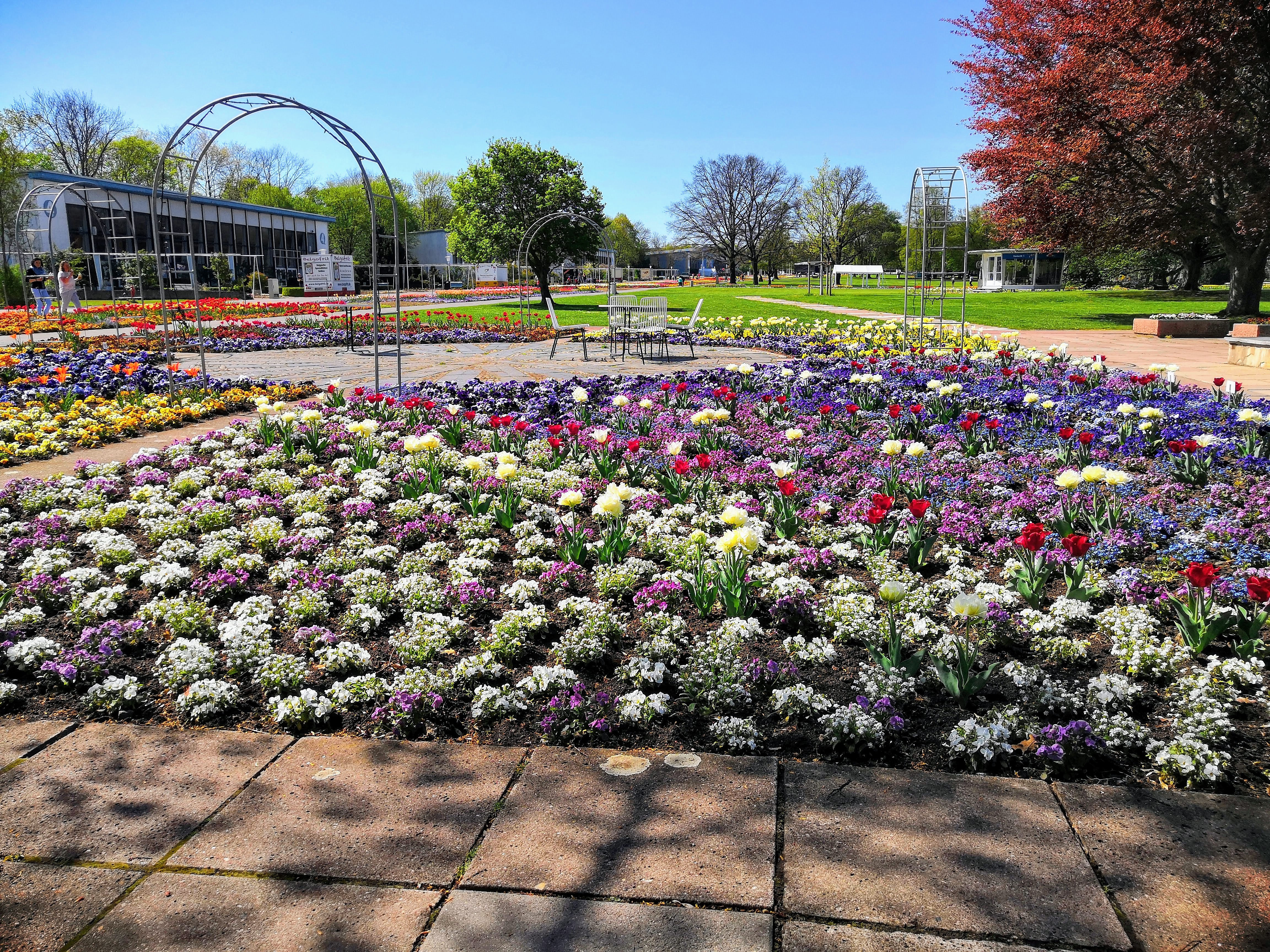
Zentrales Blumenbeet

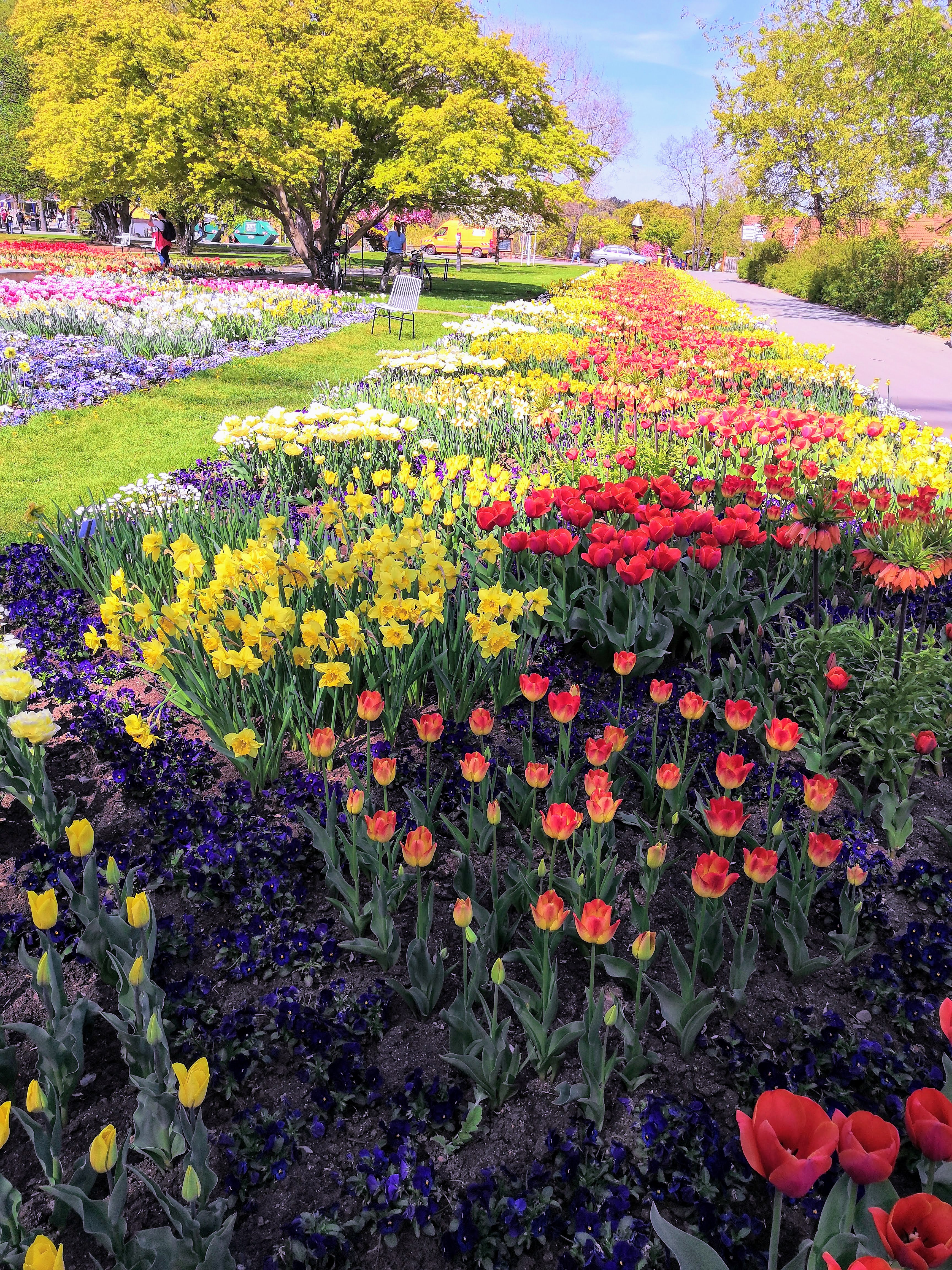
Zentrales Blumenbeet

Die sich entlang der Hauptachse erstreckende, 370 Meter lange und über 6000 Quadratmeter große Wechselflorfläche ist das größte ornamental bepflanzte Blumenbeet Europas. Hierbei werden zweimal pro Saison, von Ende März bis Mai und von Juli bis Oktober, rund 150.000 Blumenpflanzen kunstvoll arrangiert. Die Bepflanzung wechselt dabei jährlich und folgt immer einer bestimmten Thematik.
Das ursprünglich den traditionsreichen Blumensamenbau der Stadt repräsentierende Beet wird seit 1961 nahezu unterbrechungsfrei bewirtschaftet. Lediglich 1962 wurde der Bereich als zusätzliche Ausstellungsfläche für Landmaschinen als „Straße der Mechanisierung“ genutzt. Den Gestaltungsentwurf für die Erstbepflanzung, die aus 100.000 Tulpen und 120.000 Stiefmütterchen bestand, übernahm die Fotografin und Künstlerin Alice Lingner (1903–1969), die Ehefrau des Chefarchitekten. Im Jahr 2011, zum 50. Jubiläum der iga, wurde das Beet in Reminiszenz an die 1960er Jahre in zeittypischen Formmustern und Farbverläufen gestaltet.

#### Spiel- und Freizeitbereich

##### Kinderspielplatz

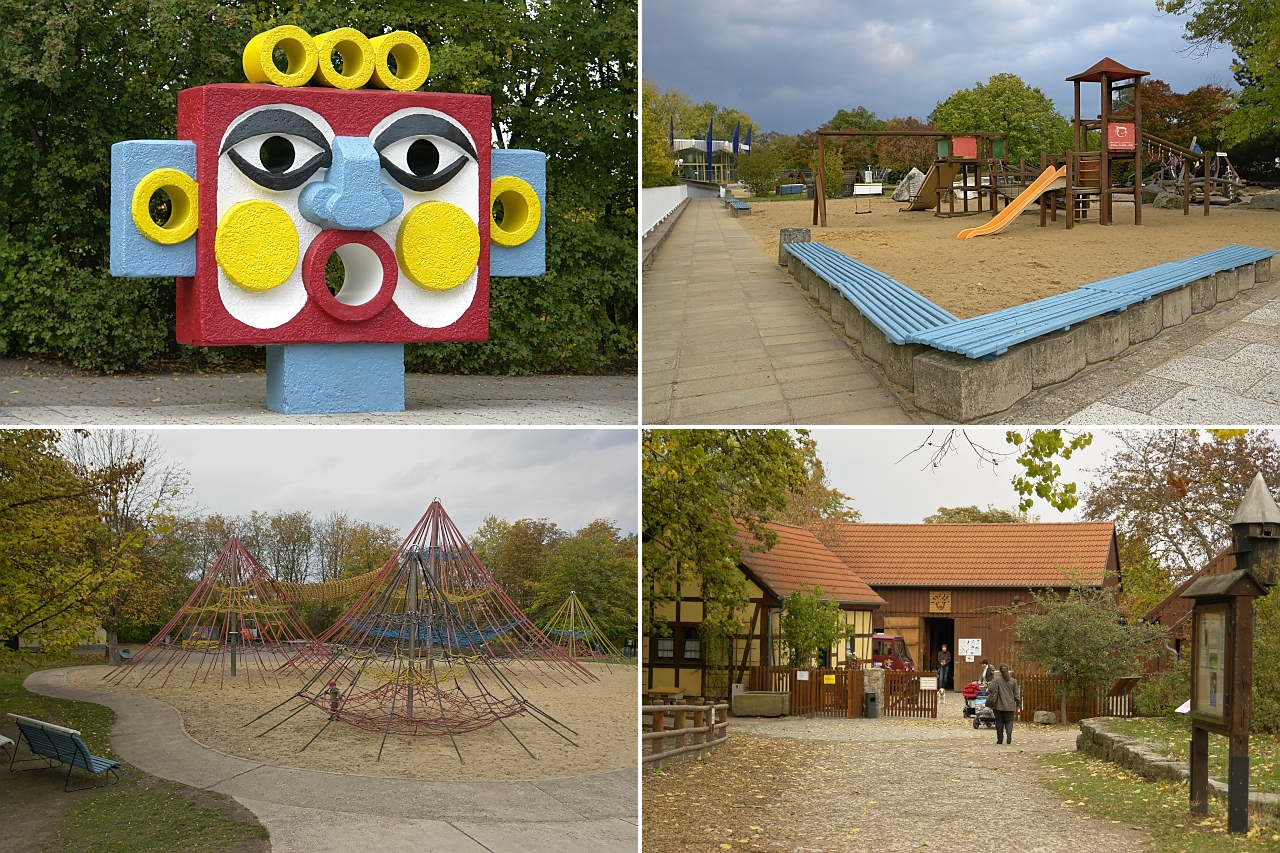
Ansichten von Spielplatz und Bauernhof

Nachdem schon in den Jahren zuvor Spiel- und Sportmöglichkeiten bestanden hatten, wurde 1974 ein vollkommen neu konzipierter, rund 35.000 Quadratmeter großer Freizeitbereich angelegt. Neben diversen Zonen für Freizeitspiele und Sport entstand auch ein 600 Quadratmeter großer Wasserspielplatz. Die installierten Spiel- und Sportgeräte gehörten seinerzeit zu den modernsten der DDR und dienten somit gleichzeitig der Präsentation.
Ab den 1990er Jahren erfolgte eine Überarbeitung und Anpassung an heutige Anforderungen. Der nunmehr größte Kinderspielplatz Thüringens bietet moderne, kindgerechte Attraktionen und Spielgeräte. Mit dem abgestuften Wasserplanschbecken nebst angrenzenden „Betonkopf“ und den Seilpyramiden zum Erklettern sind auch – zwischenzeitlich sanierte – Anlagen aus den 1970er Jahren erhalten geblieben.

##### Kinderbauernhof
Die im Stil eines Thüringer Dreiseitenhofes Mitte der 1990er Jahre errichtete Anlage besteht aus einem Bauernhaus, Scheune und Stallungen.
Hier werden einheimische Haustiere wie Esel, Ziegen, Schafe, Schweine, Gänse, Enten und Hühner artgerecht beherbergt.
An den Hof grenzen ein Nutriagehege und ein Bauerngarten an.

##### Pavillon-Rundbau

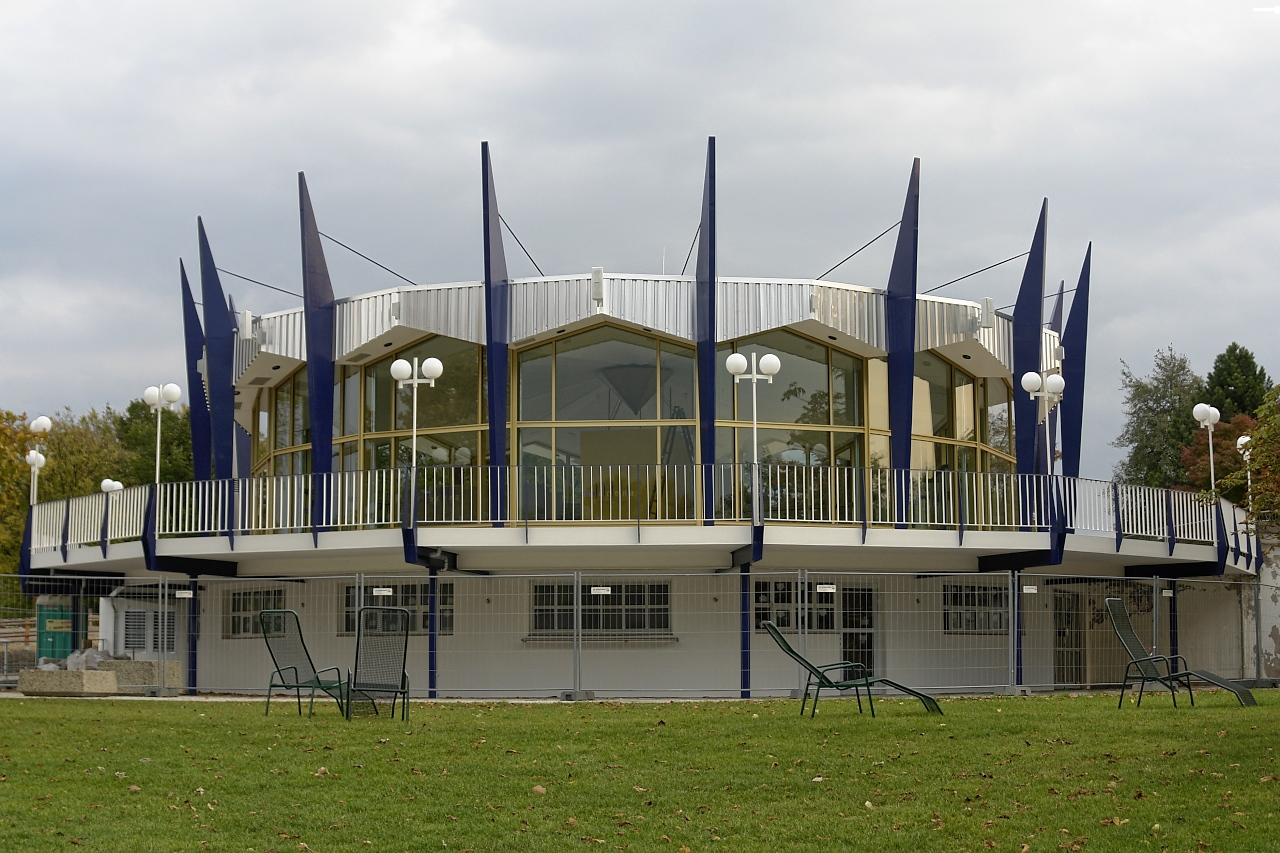
Zeitzeugnis der DDR-Architekturmoderne der frühen 1970er Jahre

Mit der Neuanlage des Freizeitbereichs 1974 entstand zeitgleich ein multifunktionaler Veranstaltungspavillon. Das von dem Architekten Klaus Thiele entworfene Bauwerk ist gekennzeichnet von einer prägnanten polygonalen Formgebung. Zusätzlich verleihen die Rundumverglasung, wie die abgespannte Dachkonstruktion, dem Bau eine filigrane Erscheinung. Heute gilt der Pavillon als wichtiger Repräsentant der DDR-Architekturmoderne und als wesentliches Element des Ausstellungsgeländes.
Nachdem das Gebäude anfänglich als Theater-, Kino- und Ausstellungsort genutzt worden war, folgte wenig später eine Umnutzung und der langjährige Betrieb eines Cafés. Zum Saisonende 2009 schloss die Einrichtung, als der Pavillon erheblichen Sanierungsbedarf aufwies. Nach erfolgter Analyse der Schäden wurde über die Zukunft des markanten Rundbaues teilweise öffentlich debattiert. Im Herbst 2010 begann die grundlegende Sanierung unter weitgehendem Erhalt originaler Bausubstanz und den Maßgaben der Denkmalpflege.
Am 29. Februar 2012 wurde der Pavillon, nach erfolgter Sanierung, als ega arena wieder eröffnet. Er wird nun als Restaurant genutzt und verfügt im Kellergeschoss über einen kleinen Veranstaltungsraum.

#### Komplex der Pflanzenschauhäuser
Die ganzjährig geöffnete Anlage, bestehend aus fünf miteinander verbundenen Warmhäusern und ist in folgende Themenbereiche gegliedert:

##### Tropenhaus
Das erste permanent geöffnete Schaugewächshaus des Parks wurde 1983 eröffnet. Schon damals wartete es mit einer umfangreichen Sammlung tropischer Vegetation auf. Nach gut zwei Jahrzehnten Wachstum brachten die Gewächse das Haus an seine Kapazitätsgrenzen, zudem bedurften die technischen Anlagen einer Überholung.
So wurde bei der vorgenommenen Umgestaltung des doppelschiffigen Gewächshauses mittig das Dach erhöht und gleichzeitig das Bodenniveau absenkt. Im Ergebnis entstand, neben einem neuen Raumerlebnis, mehr Platz für beispielsweise auch größere Palmen. Zusätzlich zur eigentlichen thematischen Ausgestaltung der Anlage wurde eine Panoramaplattform einschließlich Sitzplätzen integriert und der Eingangsbereich verändert.
Das neu rekonstruierte Tropenhaus wurde am 31. Oktober 2007 der Öffentlichkeit übergeben. Auf einer Fläche von 600 Quadratmetern präsentiert sich eine mittelamerikanische Urwaldlandschaft, ausgestaltet mit Teichen, Wasserläufen und der untergegangenen Maya-Kultur entlehnten Pyramiden. Im Mittelpunkt aber steht der Regenwald mit seiner vielfältigen Flora in Verbindung mit exotischen Tieren wie Leguan Eddi und mehreren Rotwangen-Schmuckschildkröten. Auch für die Region typische Nutzpflanzen wie Kakao, Bananen, Papaya, Vanille oder Kaffee werden kultiviert.

##### Kakteenhaus

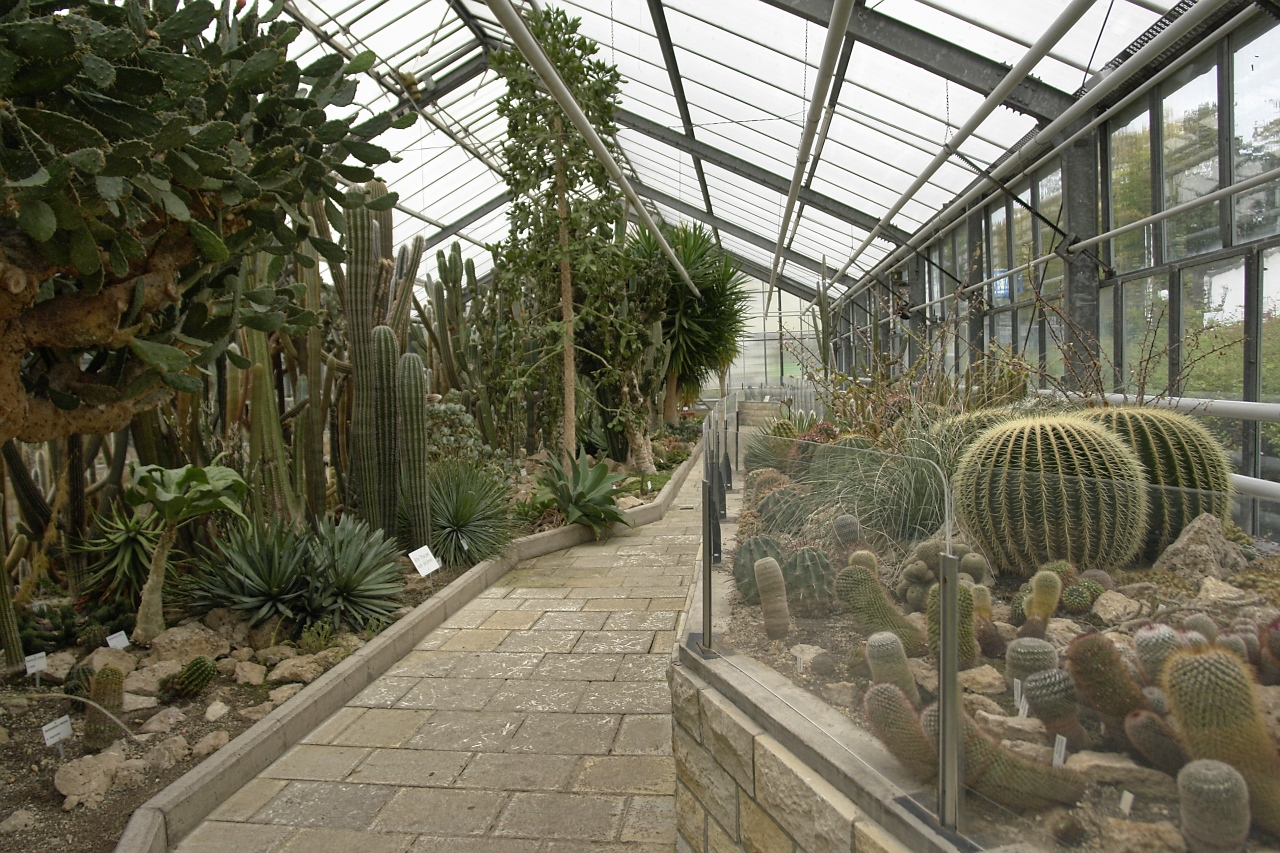
Blick in das Kakteenhaus

In der Heimatstadt der ältesten Kakteengärtnerei der Welt wurde 1985 ein entsprechendes Schauhaus eröffnet. Die Sammlung umfasst etwa 3200 Kakteen und Sukkulenten in rund 800 Arten.

##### Orchideenhaus
Dieser am 22. August 1986 der Öffentlichkeit übergebene Bereich zeigt rund 300 Gattungen und Arten der Pflanzenfamilie der Orchideengewächse. Neben tropischen Begleitpflanzen ist auch ein Paar Zwergseidenäffchen hier beheimatet.

##### Schmetterlingshaus
Im Jahr 1997 wurde das erste Schmetterlingshaus Thüringens im Komplex der Pflanzenschauhäuser eingeweiht. Zwischen tropischen Pflanzen, der den Tieren als Lebensraum dient, leben etwa 300 Exemplare von 25 tropischen Schmetterlingsarten. Der Besucher kann auf einer Fläche von 360 Quadratmetern die Tiere aus unmittelbarer Nähe erleben.

##### Victoriahaus
Das im September 1998 eröffnete Victoriahaus, benannt nach den dort kultivierten Seerosengewächsen der Gattung Victoria, bildet eine Dschungel-Landschaft ab. Aus Vulkanstein wurde außerdem eine Fels- und Wasserlandschaft gestaltet. Neben einem 14.000 Liter fassenden Aquarium finden sich in einem weiteren Wasserbecken einige Pacus.

### Historischer Parkbereich um die Cyriaksburg
Dieser Teilbereich ist geprägt von den verbliebenen Baulichkeiten der ehemaligen Stadtfestung, aus der der Park ursprünglich erwuchs. Aufbauend auf der Erstgestaltung des Terrains in den 1920er Jahren, entstand ab 1948, basierend auf Entwürfen des Landschaftsarchitekten Walter Funcke, ein Gartenschaugelände. Im Unterschied zur späteren Konzeption Reinhold Lingners vermied Funcke weitestgehend Sichtachsen, Dominanten und stringente Formen, vielmehr bezog er die Umgebung, vor allem die sich bietenden Ausblicke zur Stadt, mit ein.
In den Jahren darauf erfolgte ein weiterer Ausbau im Sinne der Kulturparkbewegung jener Zeit mit den üblichen Gestaltungselementen. So entstanden beispielsweise erweiterte Spiel- und Sportstätten, gastronomische Einrichtungen und eine große Freilichtbühne. Vom damaligen Haupteingang am Gothaer Platz ausgehend, erstreckte sich der Bereich hauptsächlich bis zum Ende der 1950er Jahre errichteten Frühform der Zentralgaststätte, welche auch später die Raumgrenze beider Geländeteile bildete.
Nach Plänen des Landschaftsarchitekten Reinhold Lingners erfolgte ab 1958 die Verknüpfung mit den Gestaltungsprinzipien der sich weiter westlich herausbildenden Erweitungsflächen der internationalen Gartenbauausstellung. Obgleich die Anlage in den Jahren darauf, besonders ab Mitte der 1990er Jahre, weiterentwickelt und überarbeitet wurde, blieben die ursprünglichen Grundstrukturen im Wesentlichen erhalten.

#### Wasserachse

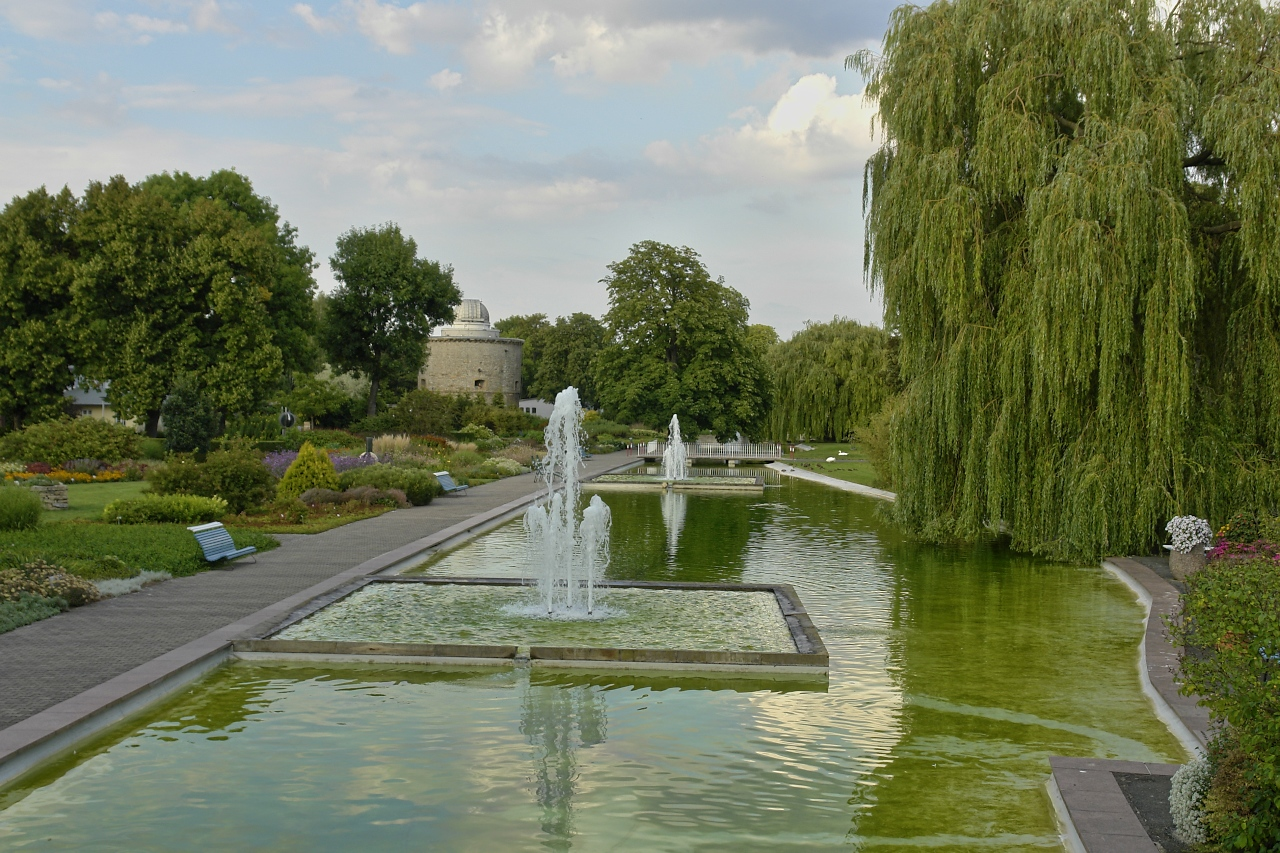
Wasserachse mit Sternwarte im Hintergrund

Bereits zur ersten Gartenschau Erfurt blüht 1950 waren vier – als „Wassertassen“ bezeichnete – Fontänebecken als zentrale Blickpunkte im Gelände integriert. Seinerzeit konzipiert von Landschaftsarchitekt Walter Funcke, war er auch für die Neugestaltung und Erweiterung der Wasserfläche im Vorfeld der Eröffnung der iga 1961 verantwortlich. Unter Einbeziehung der bereits bestehenden und nochmals überarbeiteten Fontänebecken wurde eine durchgängige, ineinander greifende Wasserlandschaft, teils mit Sumpf- und Uferzonen, geschaffen.
Die einen Hauptweg begleitende und von einer Brücke überspannte Anlage ist von Staudenbeeten, Wiesen und einem alten Baumbestand gesäumt. Mit einer Gesamtlänge von insgesamt 150 Metern, fungiert sie als Bindeglied beider Parkbereiche. Auf der Potsdamer Freundschaftsinsel ist eine Wasserachse in sehr ähnlicher Form vorzufinden, die auch auf denselben Urheber zurückgeht.

#### Rosengarten
Der in abgestufter Südhanglage befindliche Rosengarten wurde am 7. Mai 2000 eingeweiht. In 8 thematisch gegliederten Bereichen ist die „Königin der Blumen“ in rund 500 Arten und Sorten in den unterschiedlichsten Wuchsformen zu finden. Neben weiterer ergänzender Grünraumgestaltung ist auch ein Seerosenteich integriert. Zu den Ausstattungselementen der 28.000 Quadratmeter großen Gartenanlage zählen neben Vogelvolieren, verschiedensten Plastiken und Skulpturen auch ein Brunnen aus der bis 1995 im Westteil des egaparks existenten Anlage. Als Rückzugsorte dienen Terrassen, Pavillons, Pergolen mit diversen Sitzmöglichkeiten aber auch ein Wassertretbecken.

#### Themengärten

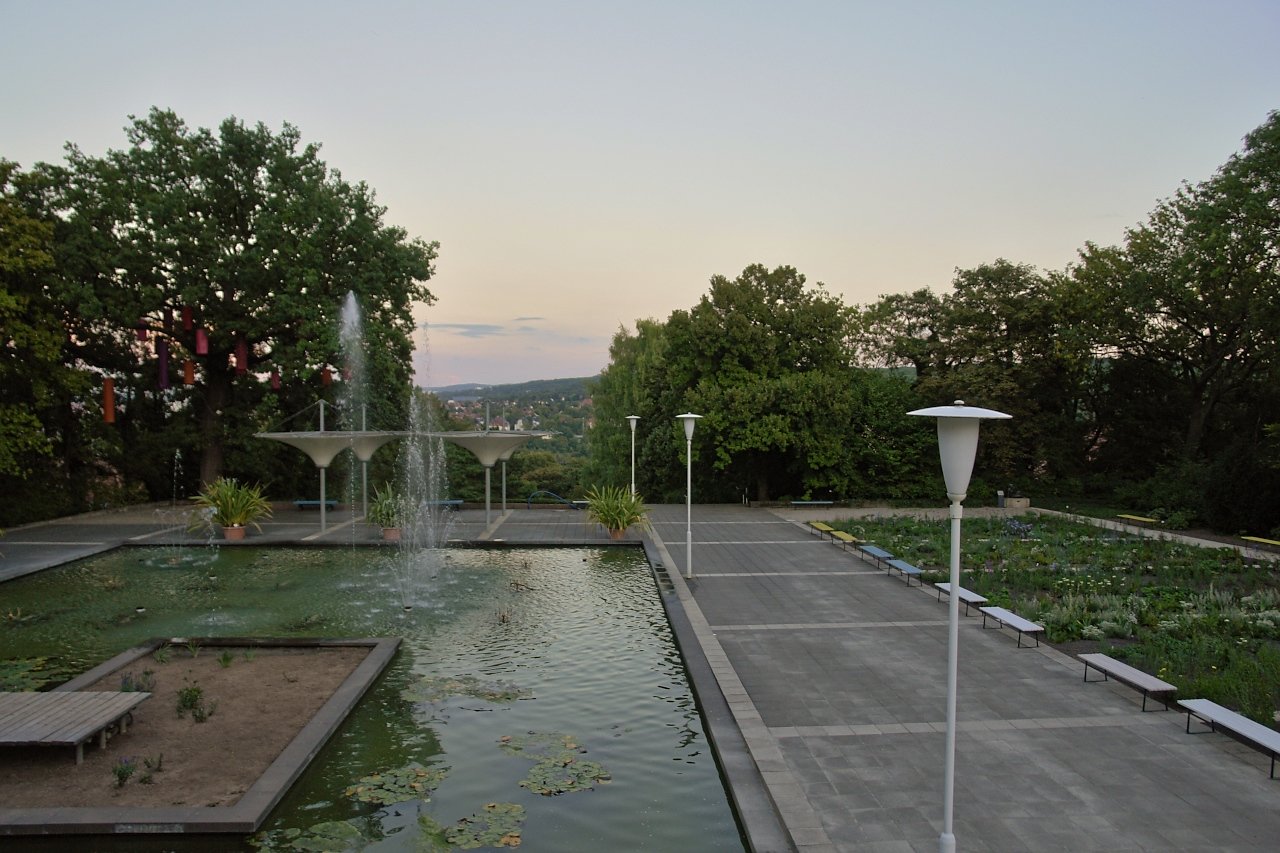
Südhang-Hochplateau mit angrenzenden Themengärten

##### Irisgarten
Zeitgleich mit der Schaffung des Südeingangs 1964, der als Anbindung an die angrenzenden städtischen Parkanlagen diente, erfolgte die Anlage des Irisgarten. Benannt nach dem Pflanzenzüchter Alexander Steffen (1871–1952), ist in dem Themengarten die Gattung in 180 Sorten und Arten vertreten. Im Zuge der geplanten Bundesgartenschau 2021 wurde der Irisgarten für 860.000 Euro saniert.

##### Liliengarten
Der 150 Sorten und Arten dieser Gattung umfassende Gartenbereich wird von einem Fontainen-Becken mit manueller Steuerung flankiert. Auf dem oberen Plateau des Südhangs gelegen, bietet sich von dort der Blick auf die angrenzenden Parkanlagen und den Steigerwald. Im Herbst 2010 erfolgte eine Neugestaltung, teilweise nach Plänen, die auf die Entstehungszeit der Anlage zurückgehen.

##### MDR GartenReich
Seit 2000 wird der MDR Garten im Sommerhalbjahr aus dem egapark gesendet. Im Jahr 2014 wurde mit dem „MDR GartenReich“ ein eigener Garten für den MDR gestaltet, der als Außendrehort für die Fernsehsendung dient. Dort können verschiedene Versuchsreihen, wie der Prozess der Züchtung und Auslese von einjährigen Blumen und dauerblühenden Stauden, besichtigt werden. Langfristig angelegt sind Versuchspflanzungen für Echinacea (Sonnenhüte), Heuchera (Purpurglöckchen) und Gerbera, die auf ihre auf Ästhetik, Dauerhaftigkeit und Winterhärte getestet werden.

#### Aussichtsturm

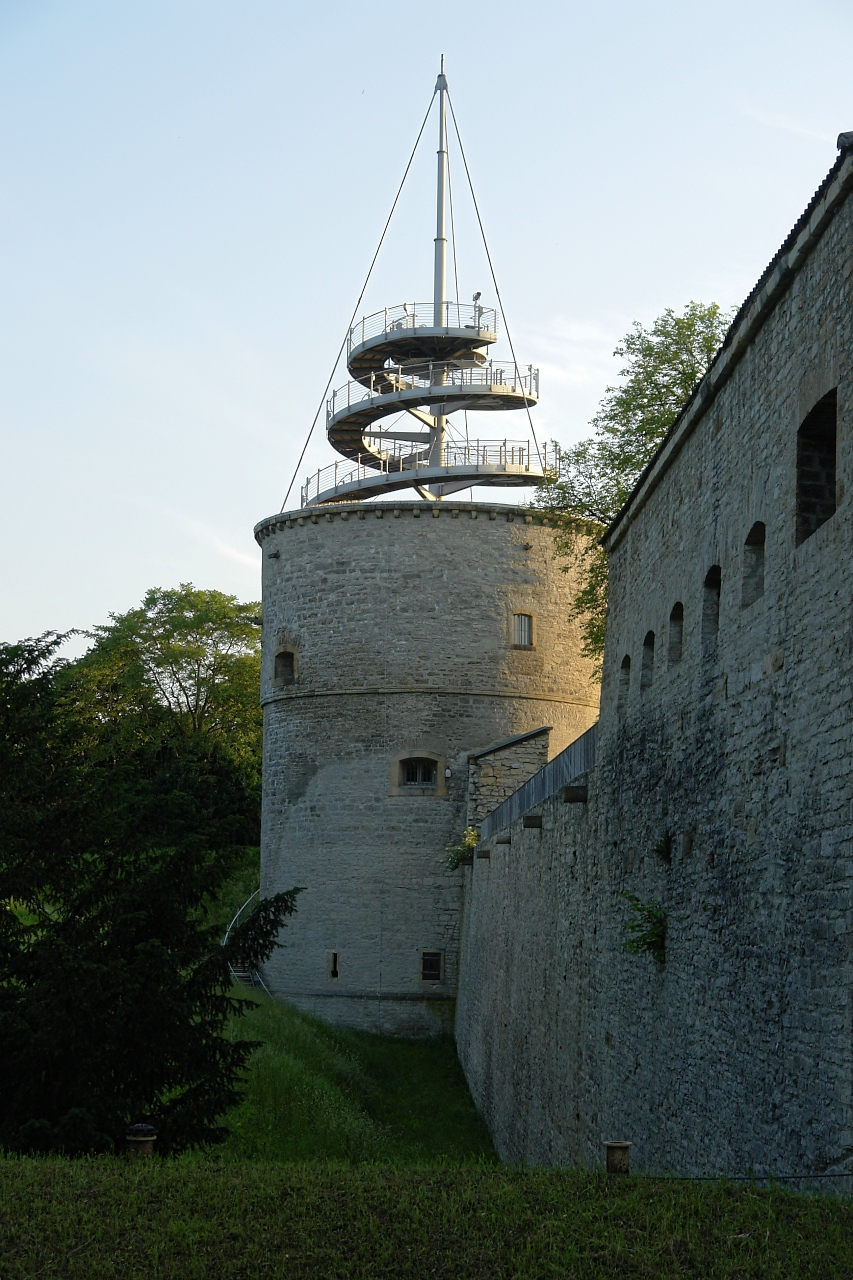
Ehemaliger Geschützturm mit Aussichtsplattform

Die beiden 1528 entstandenen Geschütztürme der Festung trugen ursprünglich ziegelgedeckte Kegeldächer. Im Jahr 1827 wurden diese abgebrochen und durch Flachdächer ersetzt, später wurden hier Kanonen positioniert.
Während des Teilabrisses der Burg, infolge der 1873 verfügten Stadtentfestigung, wurde auch deren Wallgraben verfüllt, weshalb 8 Meter der Türme im Erdreich verschwanden. Den nunmehr noch 15 Meter hohen am Südhang gelegenen Turm baute man 1935 zu einem Aussichtsturm für Besucher um. In den Jahren des Zweiten Weltkrieges dienten die Rundbauten als Flaktürme erneut militärischen Zwecken.
Ab 1950 wieder als Aussichtsplattform genutzt, begannen ab 1998 umfangreiche Umbau- und Restaurierungsmaßnahmen. So legte man Teile der historischen Festungsanlage, hierbei auch die unteren Etagen des Turmes, wieder frei und machte sie so anschaulich.
Im Herbst 1999 wurde eine 21,10 Meter hohe, stählerne Turmspitze mit Aussichtsplattform (5 Meter im Durchmesser) aufgesetzt. In Anlehnung an die frühere Kegeldachform führt eine spiralförmig verlaufende 61-stufige Wendeltreppe zum Plateau. Der historische Festungsturm ist heute einer der höchsten (273 Meter über NN) und schönsten Aussichtspunkte der Stadt.

#### Sternwarte

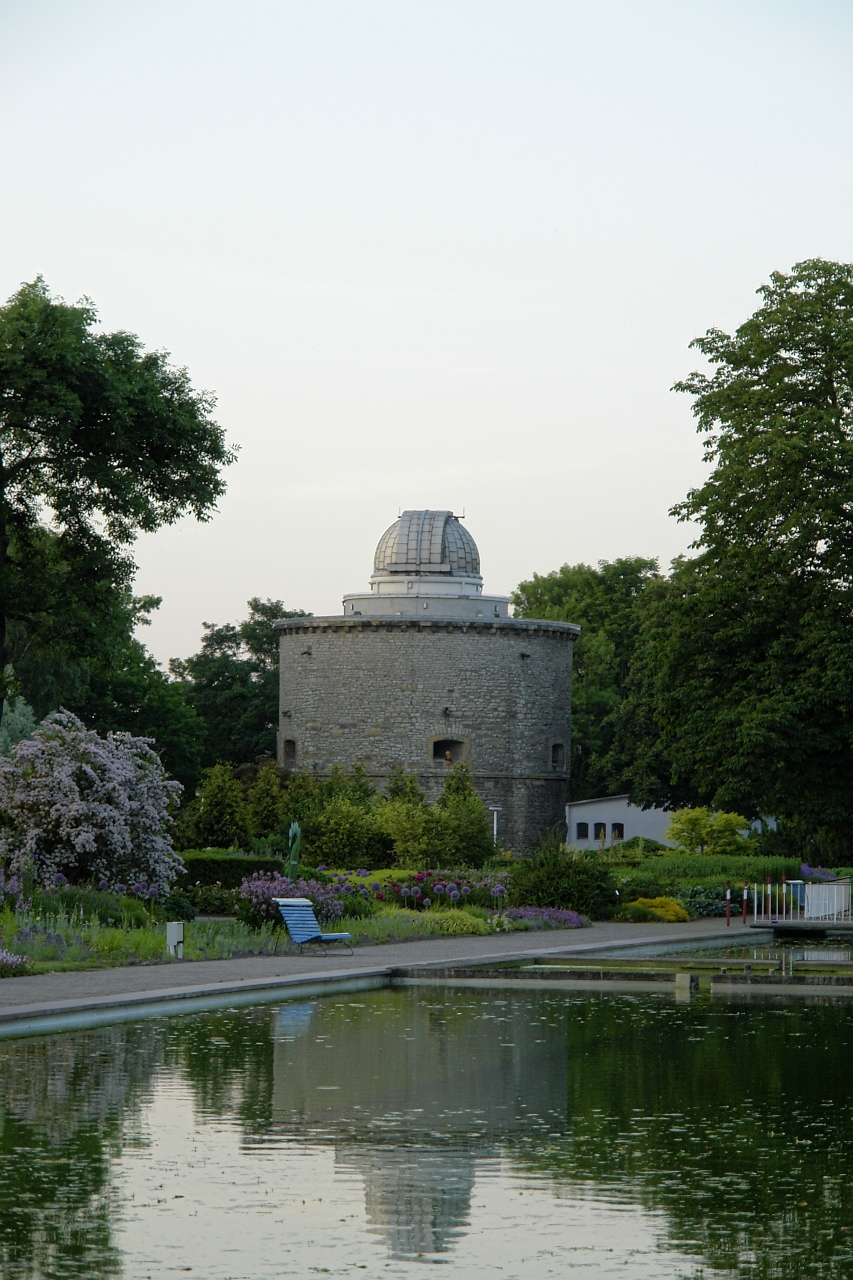
Ehemaliger Geschützturm mit Sternwarte

Die im nördlich gelegenen ehemaligen Geschützturm beheimatete Volkssternwarte wurde im Rahmen der ersten Gartenschau Erfurt blüht im Juli 1950 eröffnet. Ein Großteil der vorhandenen Technik, so das 2,5 m lange Fernrohr (Öffnungsweite: 130 mm, Brennweite: 1.950 mm), stammen ursprünglich aus der 1945 durch einen Bombenangriff fast völlig zerstörten Humboldt-Schule. Die hier dank einer Spende 1911 eröffnete Schul- und Volkssternwarte, wurde 1944 vorbeugend in Teilen ausgelagert.
Aufgrund der damals noch geringen Lichtverschmutzung der Umgebung und der Höhe (265 Meter über NN) entfiel die Standortwahl auf den Turm. Dessen drehbare Kuppel besitzt einen Durchmesser von 5 Metern und war seinerzeit die erste vom VEB Carl Zeiss Jena hergestellte nach dem Zweiten Weltkrieg.
Mit jährlich mehreren zehntausend Besuchern gehörte die Einrichtung zu den erfolgreichsten ihrer Art in der DDR.
Bis heute ist es die erste und einzige öffentliche Sternwarte in der Geburtsstadt des bedeutenden Astronomen Johann Hieronymus Schroeter.

#### Skulpturengarten

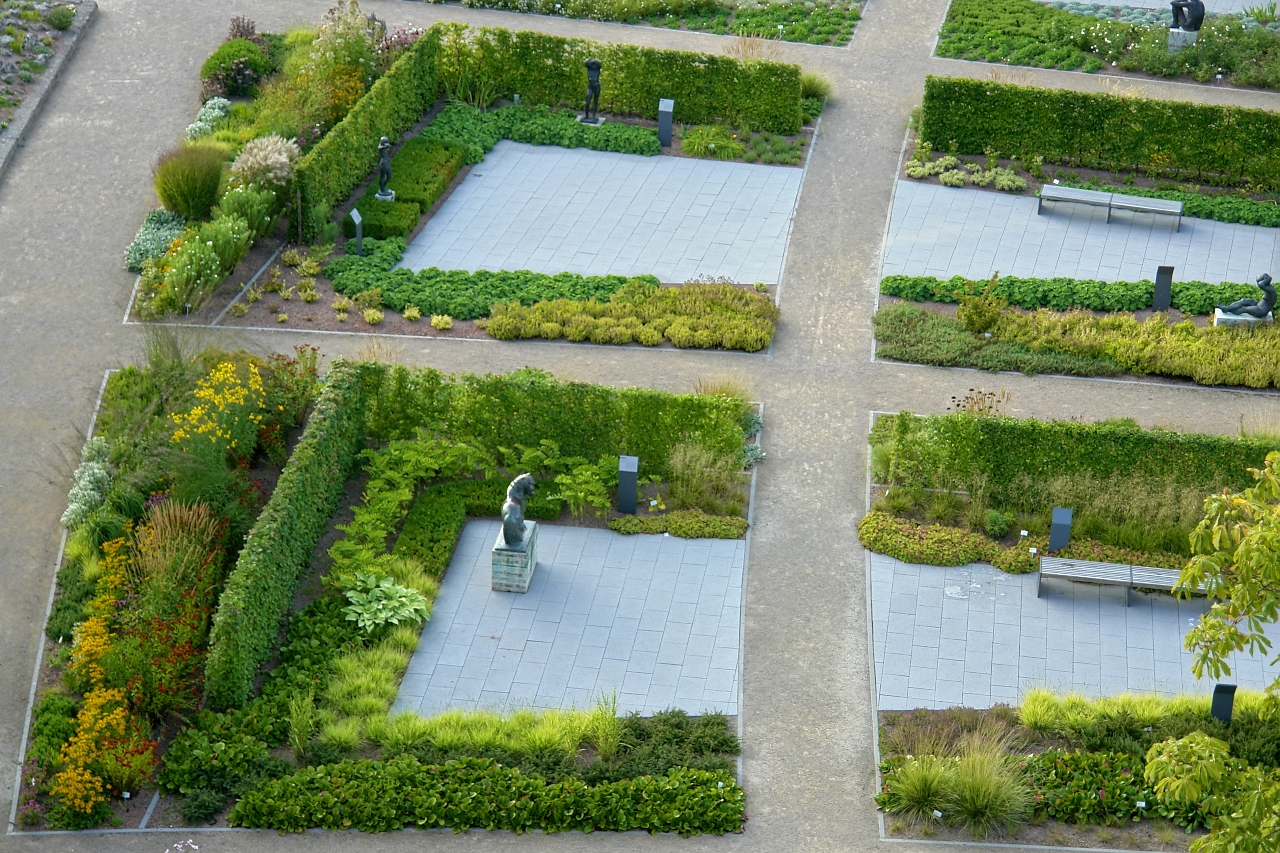
Ausschnitt der Anlage

Unter der Überschrift Zeitfiguren-Figurenzeiten werden auf einem rund 4500 Quadratmeter großen Areal, 21 Plastiken in konzentrierter Form dargestellt. Sie sind Teil eines Fundus von rund 70 Skulpturen, der sich über Jahrzehnte auf dem Parkgelände angesammelt hat. Die Sammlung umfasst Werke führender Vertreter der figürlichen Kunst der DDR, wie unter anderem Fritz Cremer, Waldemar Grzimek, Walter Arnold, Heinrich Drake, Helmut Braun und Christa Sammler.
In symmetrisch gegliederten, von Heckenpflanzen gerahmten Teilbereichen können die Bronzefiguren separat wahrgenommen werden. Die nächste Umgebung ist belebt von Gräsern und Stauden und einem Kies- und Steppenkerzenbeet. Der im Kernbereich der Festung und somit in einer der ältesten Flächen des egaparks liegende Bereich wurde am 31. Mai 2008 eröffnet. Neben der Dauerausstellung finden jährlich wechselnde temporäre Ausstellungen figürlicher Plastik statt. Ein Atelier als Einrichtung für Gastkünstler grenzt unmittelbar an den Garten.

#### Waidrad
Die historische Waidmühle wurde von ihrem ursprünglichen Stand- und Einsatzort Pferdingsleben auf das Parkgelände umgesetzt und im Jahr 1935 am heutigen Standort platziert. Heute ein Exponat des Deutschen Gartenbaumuseums, symbolisiert das Kulturdenkmal die bedeutende und wirtschaftlich wichtige Tradition des Waidanbaus in Erfurt.

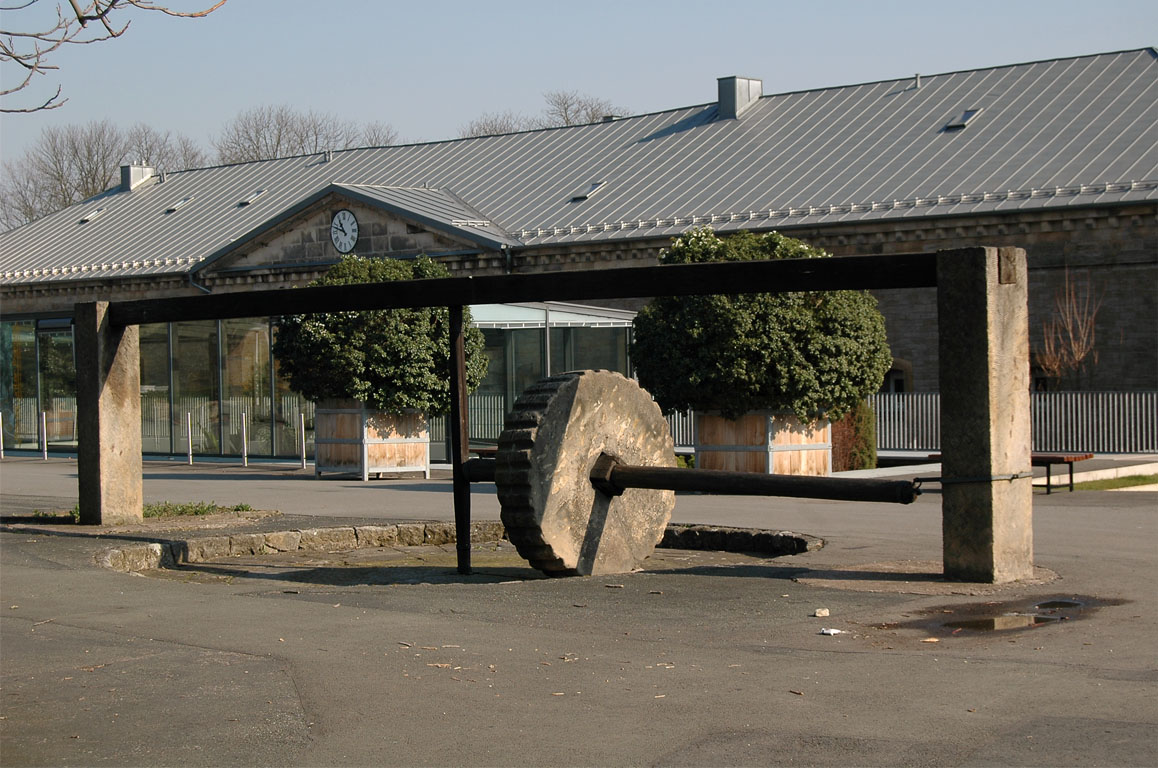
Waidmühle, Exponat des Deutschen Gartenbaumuseums

Die Waidpflanze war als Blaufärbemittel die wichtigste farbstoffliefernde Pflanze des Mittelalters. Der Anbau, die Verarbeitung und vor allem der Export von Waid begründete im Mittelalter den Wohlstand der fünf Waidstädte Erfurt, Arnstadt, Gotha, Bad Tennstedt und Bad Langensalza sowie der umliegenden Regionen. So bildete der Waidhandel beispielsweise eine wesentliche Grundlage für die Mittel, den Landbesitz der Stadt zu erweitern, und zur 1392 erfolgten Gründung eine der ersten und zudem zweitgrößten Universitäten des Landes. Auch die noch heute meist in der Nähe von Marktplätzen zu findenden, typischen Waidhändlerhäuser zeugen von dieser Epoche.
Die Nichtbeachtung einer geregelten Fruchtfolge und vor allem die Einfuhr der die dreißigfache Farbstoffmenge liefernden Indigopflanze,
leiteten unter anderem eine nachhaltige Baisse am Waidmarkt ein. Anfang des 20. Jahrhunderts – nachdem die vollsynthetische Herstellung von Indigo gelungen war – stellte die letzte Waidmühle in Pferdingsleben ihre Arbeit ein. Heute sind noch fünf Waidmühlen in Thüringen erhalten.

#### Deutsches Gartenbaumuseum

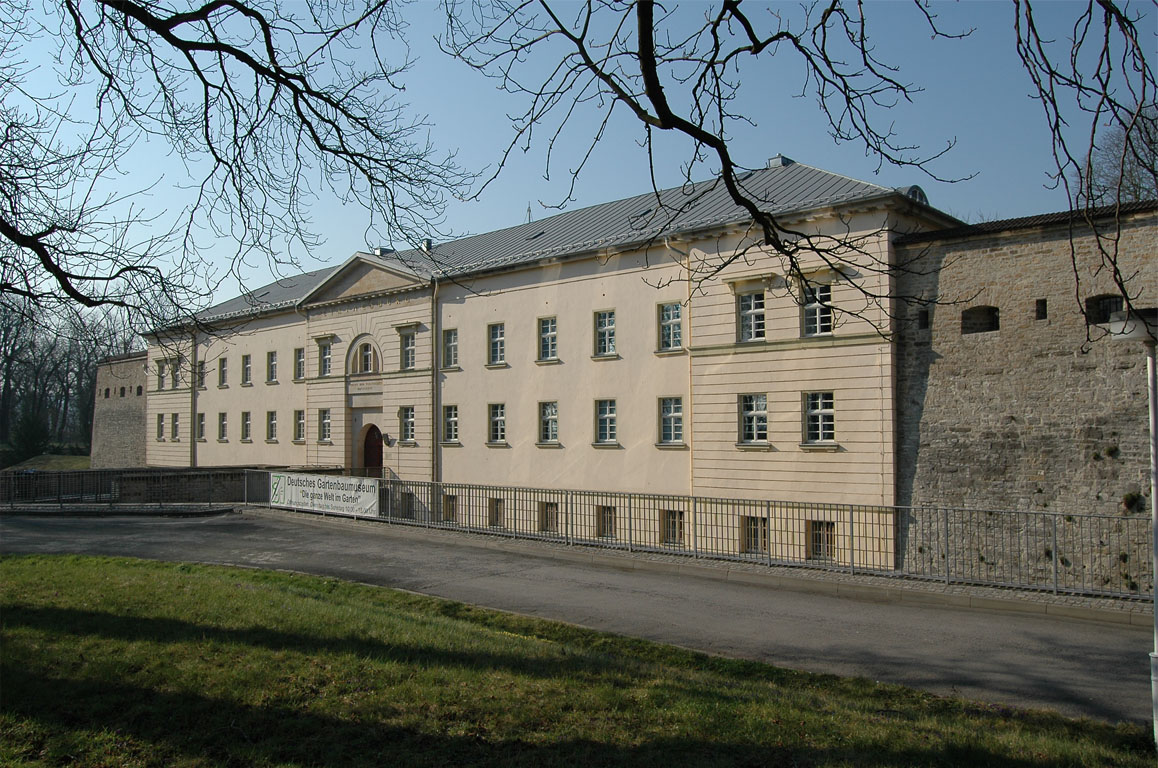
Defensionskaserne der Zitadelle Cyriaksburg, Sitz des Deutschen Gartenbaumuseums

Das Museum ist im Hauptgebäude der Zitadelle Cyriaksburg, der 1824 bis 1826 errichteten Defensionskaserne untergebracht. Es wurde als Bestandteil der iga 1961 eröffnet und in der Form bis zum Herbst 1994 betrieben. Nach mehrjährigem Um- und Ausbau wurde das Museum am 25. Mai 2000 wiedereröffnet.
Seither wird auf rund 1500 Quadratmetern Ausstellungsfläche über die Geschichte des Gartenbaus und der Gartenkunst informiert. Weiterhin besteht das Veranstaltungsprogramm aus wechselnden Sonderausstellungen, Fachvorträgen und Workshops. In dem historischen Festungsgebäude befinden sich auch ein unterirdischer Stollen der zu einem 40 Meter tiefen Festungsbrunnen führt und zwei ehemalige Kanonenhöfe. Das Museum ist in seiner Art einzigartig in Deutschland und Europa.

#### Parkbühne
Die Freilichtbühne wurde Anfang der 1950er Jahre als Bestandteil des Kulturpark Cyriaksburg im ehemaligen Steinbruch der Festungsanlage angelegt. Mit der modernsten Projektionswand des Landes ausgestattet, zählte das Freilichttheater seinerzeit zu den größten Europas. Mit einem Fassungsvermögen von 3.100 Plätzen und einer Bühne für 1000 Mitwirkende wurde sie für vielfältige Veranstaltungen wie Volkstanzvorführungen, Konzerte bis hin zu Filmpremieren und -vorführungen genutzt.

#### Buchenwaldblick
Etwas abgelegen unterhalb der Seitenkaponniere II, im südlichen Bereich der Zitadelle Cyriaksburg befinden sich weitere Bauwerke der Fortifikation.
Zum einen ist dies das 1842 erbaute Friedenspulvermagazin Nr. 7, welches später um- und ausgebaut zum Gästehaus der iga wurde. Zum anderen gibt es Reste der gleichzeitig aufgeschütteten ehemaligen Terrassenbatterie, die der Bestreichung des Geratals und des Steigerwaldes mittels Handwaffen und Artillerie diente.

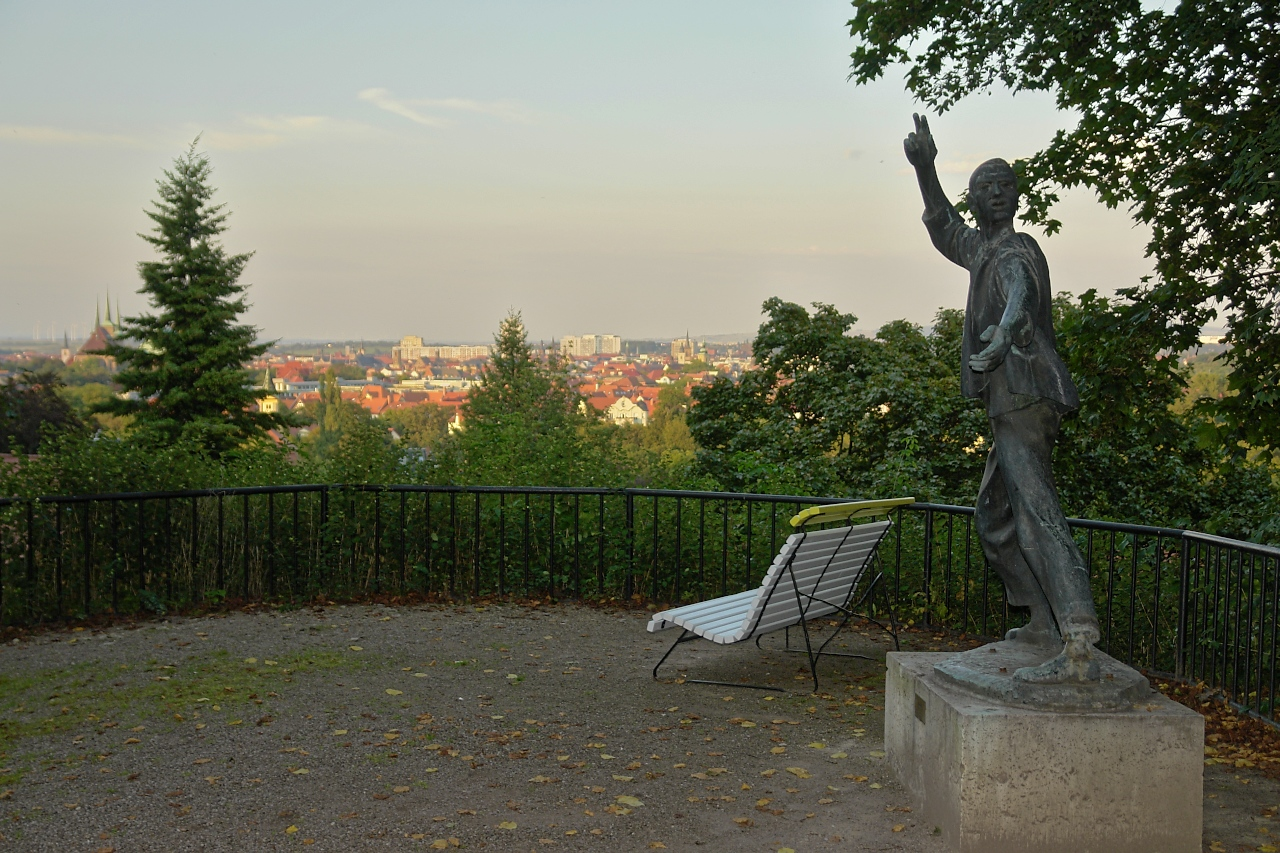
Früher Terrassenbatterie – heute Stadtblick

Im Zuge der ab 1885 begonnenen Umgestaltung zur öffentlichen Grünanlage wurde die kleine Anhöhe zu einem Aussichtspunkt ausgebaut. Die damalige Bezeichnung Grolmannshöhe geht zurück auf Wilhelm von Grolman (1829–1893), in den Jahren 1882 bis 1888 Kommandeur der 8. Division in Erfurt. Er hatte maßgeblichen Anteil an der Teilfreigabe des Cyriaksberggeländes nach dessen Entfestigung und schuf somit die Voraussetzung für die weitere Entwicklung. Die großzügige Unterstützung des Verschönerungsvereins brachte von Grolman dessen Ehrenmitgliedschaft und später, nach seinem Tod, eine Gedenksäule an dem nach ihm benannten Plateau.
In Vorbereitung der ersten internationalen Gartenbauausstellung erfuhr auch dieser Bereich in den Jahren um 1960 Veränderungen. Seitdem steht hier – zum mahnenden Gedenken – mit dem Rufer, die verkleinerte Replik einer Plastik, die Fritz Cremer ursprünglich für die Figurengruppe des Buchenwald-Denkmals auf dem Ettersberg schuf. Der östlich ausgerichtete Stadtblick lässt in der Ferne die 482 Meter hohe Erhebung samt Glockenturm der Denkmalanlage erkennen.

#### Japanischer Fels- und Wassergarten
Dem Leitprinzip japanischer Gärten folgend, finden sich auf einer Fläche von 7000 Quadratmetern ein Teich- und Felsengarten mit Wasserfall, ein Zen-Garten und ein Teehaus mit Teehausgarten. Weitere typische Gestaltungselemente sind Pavillons, Steinlaternen, stilisierte Tore sowie eine entsprechende Vegetation. Die am Hang nordwestlich des Hauptausstellungsgeländes gelegene Anlage wurde am 5. Mai 2002 eröffnet. In rund einjähriger Bauzeit wurde unter Berücksichtigung der Regeln japanischer Handwerkstechnik und unter Verwendung von 5000 Tonnen Felsgestein ein Gartenensemble im Stil fernöstlicher Gartenkunst gestaltet.

#### Karl-Foerster-Garten
Als Mitglied des um den Staudenzüchter Karl Foerster entstandenen „Bornimer Kreises“, dem beispielsweise auch Hermann Mattern und dessen Gattin Herta Hammerbacher angehörten, arrangierte Walter Funcke schon 1950 zur ersten Gartenschau Erfurt blüht 80.000 Stauden auf dem Gelände und rückte sie somit ins Zentrum der Gartengestaltung. Die damaligen Schau- und Sichtungsgärten wurden wohl ihrer symmetrischen Gliederung wegen auch als „Staudenschaufenster“ bezeichnet. An diesem Standort findet sich heute der 2008 eröffnete Skulpturengarten, der in sehr ähnlicher Form diese Konzeption wieder aufgriff und mit Kunst ergänzte.
Der Karl-Foerster-Garten in seiner heutigen Ausprägung geht auf die Erstgestaltung in den Jahren 1962/63 durch die Garten- und Landschaftsgestalter Walter Funcke und Hermann Göritz (1902–1998), einen weiteren Wegbegleiter Foersters, zurück. In terrassierter Form ausgeführt, erstreckt sich der Staudengarten entlang der Hauptwegeachse vom Eingang des Gothaer Platzes.

#### Sibyllentürmchen
Das in der zweiten Hälfte des 14. Jahrhunderts im gotischen Stil errichtete, kapellenartige Bauwerk befindet sich am Eingang Gothaer Platz. Die Umgebung des Flurdenkmals war einstmals unbebaut und lag außerhalb der Stadtmauer direkt an einem bedeutenden überregionalen Handelsweg. Ein Teil dieser historischen Wegverbindung, verläuft heute über das Parkgelände.
Für das Sibyllentürmchen wie für ein sich in unmittelbarer Umgebung befindendes Steinkreuz sind keine Aufstellungsgründe dokumentiert. Im Rahmen des bundesweit erstmals veranstalteten Tag des offenen Denkmals 1993 wurde das Türmchen nach erfolgter Restaurierung der Öffentlichkeit übergeben.

## Florinchen
Dem internationalen Trend folgend, sollte auch die iga mit einer Werbefigur ausgestattet werden. So entstand um 1965 eine – nach Flora der Göttin der Blüte benannte – kleine Gärtnerin mit schwarzen Pagenschnitt und dunklen Mandelaugen. Erschaffen wurde sie von Siegfried Kraft, seinerzeit künstlerischer Leiter und Chefgrafiker der iga, und dem Berliner Puppengestalter Gerhard Behrendt, der unter anderem für die Entwürfe des Sandmännchen und Leipziger Messemännchen verantwortlich zeichnete. Fortan zierte Florinchen, mit grüner Latzhose und Strohhut bekleidet und immer mit Blumen umgeben, den Außenauftritt der iga in vielfacher Hinsicht. So verkaufte sie sich beispielsweise als Puppe in hoher Auflage, und auch einen Sandmännchen-Abendgruß gestaltete man Ende der 1960er Jahre mit ihr. Zum 50-jährigen Parkjubiläum 2011 erfolgte der Relaunch des Maskottchen.
Auch das heutige Signet des egaparks, welches in seiner Grundform dem bereits 1961 verwendeten entspricht, wurde von Siegfried Kraft entworfen. Mit seinen Gestaltungskonzepten prägte er über Jahrzehnte das einheitliche visuelle Erscheinungsbild der iga. Für seine Arbeiten wurde er unter anderem 1968 mit dem Kulturpreis der Stadt Erfurt und 1980 mit der Johannes-R.-Becher-Medaille in Gold geehrt.

## Presse

### Pressezentrum des deutsch-deutschen Gipfeltreffens Brandt-Stoph 1970
Am 19. März 1970 traf Bundeskanzler Willy Brandt zu offiziellen Gesprächen mit dem DDR-Ministerpräsidenten Willi Stoph in Erfurt zusammen. Als erstes deutsch-deutsches Gipfeltreffen bildete das geschichtsträchtige Ereignis den Auftakt der Annäherung beider deutschen Staaten.
Das internationale Interesse war entsprechend groß, bis zu 2.000 Journalisten beantragten ihre Akkreditierung, letztlich erhielten rund 500 Medienvertreter aus 42 Ländern eine Zulassung.
Somit galt es, neben dem als Tagungsort gewählten Hotel Erfurter Hof, ein adäquates Pressezentrum bereitzustellen. Als Örtlichkeit hierfür wurde die iga mit ihren großzügig bemessenen Räumlichkeiten ausgewählt. Mit dem Ziel, beste Arbeitsbedingungen zu schaffen, richtete man nachfolgend Arbeitsplätze ein, schaltete Telefondirektleitungen in die Bundesrepublik, schulte die im Umgang mit internationalen Gästen erfahrenen Mitarbeiter nochmals und integrierte Versorgungsmöglichkeiten bis hin zum temporären Intershop.
Das weiträumig abgesperrte und abgesicherte Pressezentrum nahm am 18. März 1970 seinen Betrieb auf. Auf einer abschließenden Pressekonferenz vor rund 150 Journalisten sprach unter anderem auch Regierungssprecher Conrad Ahlers.

### Pressefest 1978
Im Verlauf des 23. Pressefestes 1978 ereigneten sich mehrere gewaltsame Auseinandersetzungen der Volkspolizei mit Jugendlichen. Diese führten am 27. Mai, im Anschluss an ein vorzeitig beendetes Konzert der Gruppen electra und City, zu 40 Festnahmen. Einen Tag später kam es im Vorfeld einer angekündigten Bluesparty mit der Gruppe Fusion und den Solisten Stefan Diestelmann, Regine Dobberschütz und Hansi Klemm zu erneuten Tumulten. Durch die Ereignisse des Vortages entsprechend sensibilisiert, erfolgte der unmittelbare Zugriff der Polizei, und die Situation eskalierte. Mit Schlagstöcken, Schutzschilden und geschlossenen Helmen ausgerüstet, ging die Polizei mit Diensthunden gegen die Jugendlichen vor, die vorwiegend der Blueserszene entstammten. Im Nachhinein wurde offiziell von 26 Verletzten, 46 Festnahmen und Sachschäden berichtet.
In den nachfolgenden Prozessen wurden einige der Jugendlichen zu Haftstrafen bis zu drei Jahren verurteilt.

### Briefmarkenausgaben
Die iga war in der Zeit von 1961 bis 1979 Thema verschiedener Briefmarken-Emissionen.
So verausgabte die Deutsche Post der DDR 5 Briefmarkenserien, bestehend aus insgesamt 25 Sondermarken mit jeweils floralen Motiven. Zur Eröffnung der 1. Internationalen Gartenbauausstellung erschien am 13. September 1961, die erste 3 Briefmarken umfassende Serie. Die somit erst zum Ende der Ausstellung herausgegebenen Marken waren die ersten im mehrfarbigen Rakeltiefdruck hergestellten des VEB Deutsche Wertpapierdruckerei. In ihrer schlichten Gestaltung erinnern die Marken an die aktuelle Dauermarkenserie Blumen der Deutschen Post AG.
Anlässlich der iga 66 wurde am 16. August 1966 eine Serie mit 4 Sondermarken emittiert.
Jeweils in den Sommermonaten der Jahre 1972, 1975 und 1979 erfolgte die Ausgabe einer Briefmarkenserie mit je 6 Postwertzeichen zu diversen Blumenausstellungen.
Nebenher wurden thematisch entsprechende Motiv- und Sonderstempel und Ersttagsbriefe und -blätter mit zugehörigen Ersttagsstempel gestaltet.
Auch Briefmarkenausstellungen wurden vom Philatelistenverband des Kulturbundes der DDR auf dem iga-Gelände organisiert. Eine erste derartige Veranstaltung fand bereits im Eröffnungsjahr der iga 1961 statt. Unter der Überschrift Pflanzen als Briefmarkenmotive stehend, gastierte seinerzeit eine Sonderausstellung in den Räumlichkeiten des angegliederten Gartenbaumuseums. Die vom 30. Mai bis 8. Juni 1987 veranstaltete FLORA 87 lockte 11.000 Besucher in die Ausstellungshallen. Eine zweite Auflage der Exposition wurde vom 29. Juni bis 8. Juli 1990 mit der FLORA 90 veranstaltet.

### Entwicklung der Verkehrsinfrastruktur

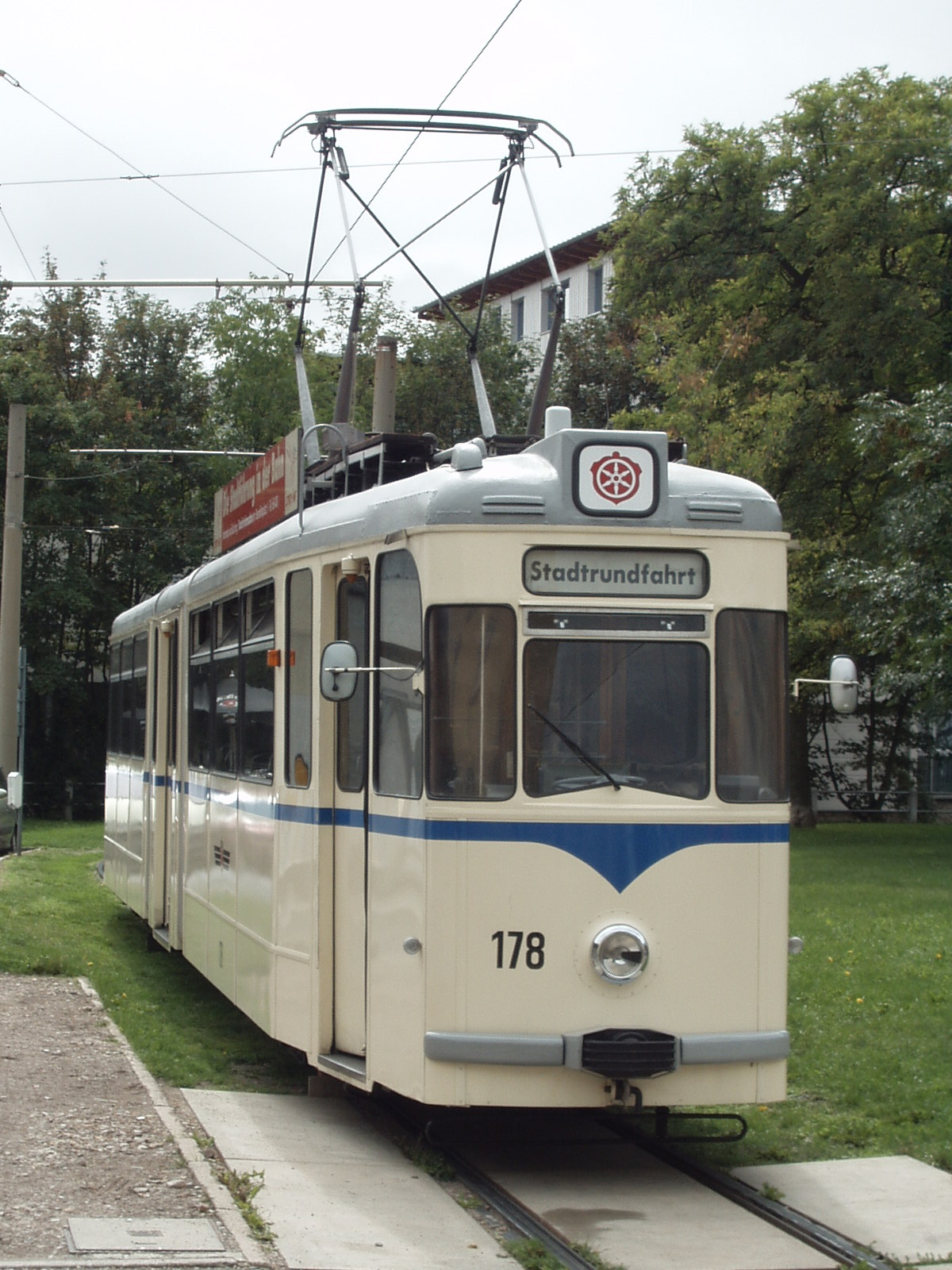
Triebwagen (Gothawagen G4-65) aus der Eröffnungszeit der iga

In Vorbereitung der Ersten internationalen Gartenbauausstellung der sozialistischen Länder und dem damit erwarteten erhöhten Verkehrsaufkommen – letztlich besuchten 1961 rund 3,5 Millionen Menschen die iga – wurde die Verkehrsinfrastruktur in Erfurt erneuert und verschiedene Verkehrswege um- und ausgebaut.

#### Erweiterung des Straßenbahnnetzes
Mit dem Ziel das Gelände mit verschiedenen Verkehrsmitteln erreichen zu können, erhielt die iga neben zahlreichen Parkflächen für Kraftfahrzeuge und einer Tankstelle auch eine eigenständige, täglich verkehrende Straßenbahnanbindung. Hierfür begann im April 1960 der Ausbau der Linie 2 ab der bisherigen Endhaltestelle Gothaer Straße bis zum geplanten Haupteingang.
Die zweigleisig ausgeführte, 1,3 Kilometer lange Strecke mit Wendeschleife wurde am 7. November 1960 bauseitig übergeben und eröffnet. Am 16. April 1961 erfolgte die Aufnahme des planmäßigen Personenverkehrs mit Triebwagen der Gothaer Bauart. Das Projekt war zudem die erste Neubaustrecke der Erfurter Straßenbahn nach dem Krieg.

#### Um- und Ausbau des Flughafens
Auch der aus einem Militärflugplatz 1956/57 hervorgegangene Regionalflughafen Erfurt wurde umfassend ausgebaut.
Die erste Bauphase am neuen „Düsenflugplatz Erfurt“ begann am 2. November 1959 und umfasste den Neubau der Start- und Landebahn, einschließlich zugehöriger Rollbahnen und Abstellflächen. Für die Dauer der gut 17-monatigen Bauzeit blieb der Flughafen geschlossen. Den bisherigen Inlandflugverkehr mit den Zielen Berlin, Dresden und Barth übernahm der Ausweich-Flugplatz Eisenach-Kindel.
Nach Abschluss der ersten Ausbaustufe wurde der Flughafen Erfurt am 24. April 1961 mit der Landung einer Lufthansa-Verkehrsmaschine aus Berlin wieder in Betrieb genommen. Als erstes ausländisches Flugzeug nach der Rekonstruktion landete eine IL-14 der rumänischen Fluggesellschaft TAROM, die Ausstellungsfracht für die Internationale Gartenbauausstellung nach Erfurt brachte.

#### Maßnahmen
Im Mai 1961 wurde am innerstädtischen Kreuzungsbereich des Angers eine erste Verkehrsampel errichtet. Die Steuerung dieser frühen Lichtsignalanlage erfolgte manuell seitens eines diensthabenden Polizisten, der – aus dem ebenfalls neu entstandenen Angerturm heraus – zur Regelung und Überwachung des Straßenbahn-, Oberleitungsbus- und Pkw-Verkehrs eingesetzt war.
Die zum Haupteingang des Ausstellungsgeländes führende Gothaer Landstraße wurde, einschließlich der Parkflächen, mit einer elektrischen Straßenbeleuchtung ausgestattet. Die 1960 begonnene Umstellung der bisherigen Gasbeleuchtung im Stadtgebiet auf elektrisches Licht konnte 1968 abgeschlossen werden.